# Krzysztof Krawczyk
Krzysztof January Krawczyk (ur. 8 września 1946 w Katowicach, zm. 5 kwietnia 2021 w Łodzi) – polski wokalista obdarzony barytonowym głosem, gitarzysta i kompozytor.
W latach 1963–1973 i 1976 wokalista zespołu Trubadurzy, w latach 1973–2021 artysta solowy. Za życia wydano 129 oficjalnych płyt z jego muzyką (nie licząc nagranych z Trubadurami oraz bez płyt dodawanych do magazynów, gazet i czasopism). Nazywany był stachanowcem na rynku muzycznym. Wylansował przeboje, m.in. „Byle było tak”, „Parostatek”, „Rysunek na szkle”, „Pamiętam ciebie z tamtych lat”, „Jak minął dzień”, „To co dał nam świat”, „Mój przyjacielu” (duet z Goranem Bregoviciem), „Bo jesteś ty” i „Trudno tak” (duet z Edytą Bartosiewicz). Jego utwory doczekały się coverów, które śpiewali m.in.: T.Love, Aleksandra Szwed, Robert Janowski, Mariusz Kalaga, Maciej Maleńczuk, Robert Rozmus, Stachursky, Piotr Gąsowski, Michał Milowicz, Robert Moskwa, Janusz Józefowicz, Natasza Urbańska, Krzysztof Hanke, Krzysztof Respondek, Piotr Cugowski, Rafał Brzozowski i Sławomir.
O popularności Krzysztofa Krawczyka świadczyły trasy koncertowe w Europie i na świecie oraz nagrody i wyróżnienia. W trakcie kariery śpiewał i nagrywał płyty z różnorodną muzyką od popu poprzez rhythm & bluesa, swing, soul, jazz, rock and rolla, country, tango, kolędy, piosenki religijne po dance, folk, funky, reggae, muzykę cygańską i biesiadną. Porównywany był do Toma Jonesa czy Elvisa Presleya.

## Wczesne lata
Urodził się 8 września 1946 w Katowicach i w następnym miesiącu został ochrzczony w tamtejszym kościele Mariackim. Był synem aktorów i śpiewaków operowych, Januarego Krawczyka (1906–1964) i Lucyny z domu Drapały (1922–2006), którzy poznali się podczas pracy w zakładzie produkcji amunicji w Sosnowcu. Jego matką chrzestną była Irena Sampolińska, siostra ojca. Z uwagi na pracę ojca, w 1947 przeniósł się z rodzicami do Białegostoku, a w 1949 do Poznania, gdzie zamieszkali przy ul. Gwardii Ludowej na Wildzie. Miał brata Andrzeja (1951–2021). Gdy miał cztery lata, ojciec zaczął uczyć go gry na pianinie. We wrześniu 1953 uczęszczał do klasy fortepianu w Podstawowej Szkole Muzycznej nr 1 im. Henryka Wieniawskiego w Poznaniu, jednak jej nie ukończył.
W 1956 przeniósł się z rodziną do Łodzi, gdzie zamieszkali przy ul. 10 Lutego. Uczył się w Podstawowej Szkole Muzycznej im. Henryka Wieniawskiego, jednak przerwał naukę w szóstej klasie. W młodości zajmował się także dubbingiem, użyczył głosu m.in. w produkcjach Książę i żebrak oraz Czarne perły. Zagrał także jednego z harcerzy w filmie Szatan z siódmej klasy oraz statystował w kilku innych filmach. Jego muzycznym idolem w tym okresie stał się Mieczysław Fogg, a później również Elvis Presley. Śpiewać uczył się w okresie licealnym. Z liceum został wyrzucony w dziesiątej klasie z powodu młodzieńczych wybryków, dlatego też podjął naukę w szkole wieczorowej, w której zdał maturę. Po śmierci ojca w 1964 został jedynym żywicielem rodziny, dlatego podjął pracę jako goniec i projektant biurowy. Matka w późniejszych latach ponownie wyszła za mąż, za Janusza Rydzyńskiego.

## Kariera

### Trubadurzy
Na początku lat 60. występował w zespole Komety. Na jednej z imprez z cyklu „Spotkania z piosenką” organizowanych w Młodzieżowym Domu Kultury w Łodzi został dostrzeżony przez Sławomira Kowalewskiego, od którego nauczył się gry na gitarze i z którym występował na uroczystościach szkolnych. W 1963 podczas wakacji w Mielnie wspólnie założyli zespół Trubadurzy, którego skład uzupełnili: Marian Lichtman, Jerzy Krzemiński i Bogdan Borkowski. Umiejętności wokalne szlifował pod okiem Lichtmana. Wiosną 1964 dali pierwsze występy jako zespół, grając w łódzkim klubie „Siódemki”. W 1965 wystąpili podczas 3. Krajowego Festiwalu Piosenki Polskiej w Opolu, na którym za wykonanie utworu „Ondraszku, Ondraszku” otrzymali pierwszą nagrodę za debiut. Z Trubadurami wylansował przeboje, takie jak: „Byłaś tu”, „Kim jesteś”, „Kasia”, „Znamy się tylko z widzenia”, „Krajobrazy”, „Ej, Sobótka, Sobótka”, „Cóż wiemy o miłości” czy „Przyjedź mamo na przysięgę”.
W 1967, po odejściu Jerzego Krzemińskiego do zespołu No To Co, wraz z Mikołajczyk i Lichtmanem działał w eksperymentalnej formacji Izomorf’67, z którą wydał singiel „Nie dowieźli dzisiaj mleka”. Po kilku miesiącach Krawczyk i Lichtman wrócili do Trubadurów, wystąpili na wielu festiwalach m.in. w Opolu, Sopocie, Zielonej Górze i Kołobrzegu oraz na koncertach za granicą: w NRD, RFN, Związku Radzieckim, Szwecji, Jugosławii, Bułgarii i Mongolii, a w 1972 wystąpili w Monachium jako ambasadorowie polskiej kultury podczas IO 1972. Z zespołem zdobył wiele nagród i wyróżnień, w tym nagrodę na 6. Krajowym Festiwalu Piosenki Polskiej w Opolu za udany debiut i piosenkę „Przyjedź mamo na przysięgę”.

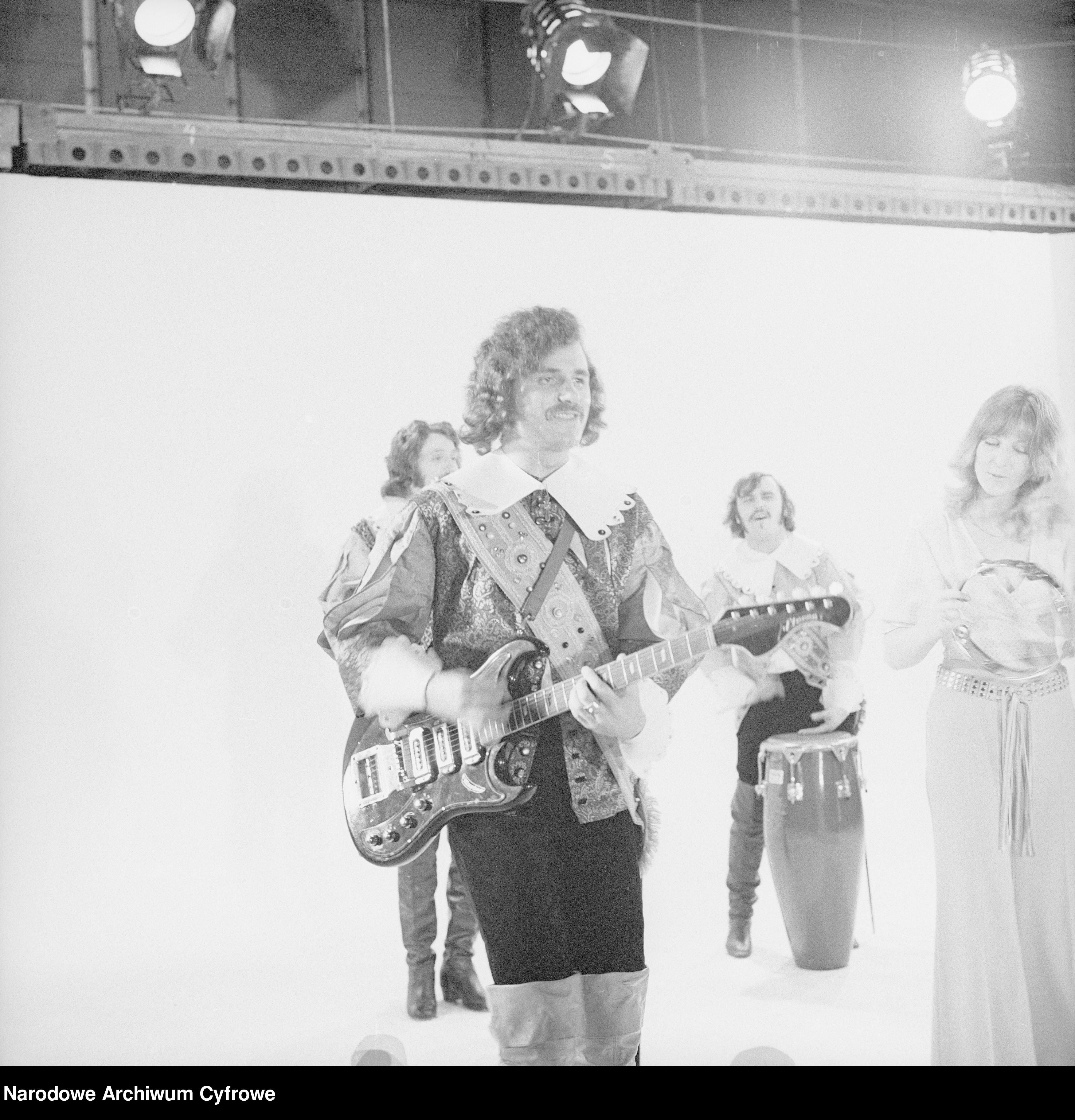
Krzysztof Krawczyk jako wokalista zespołu Trubadurzy. Z prawej wokalistka Halina Żytkowiak, w tle z prawej perkusista Marian Lichtman (1972).

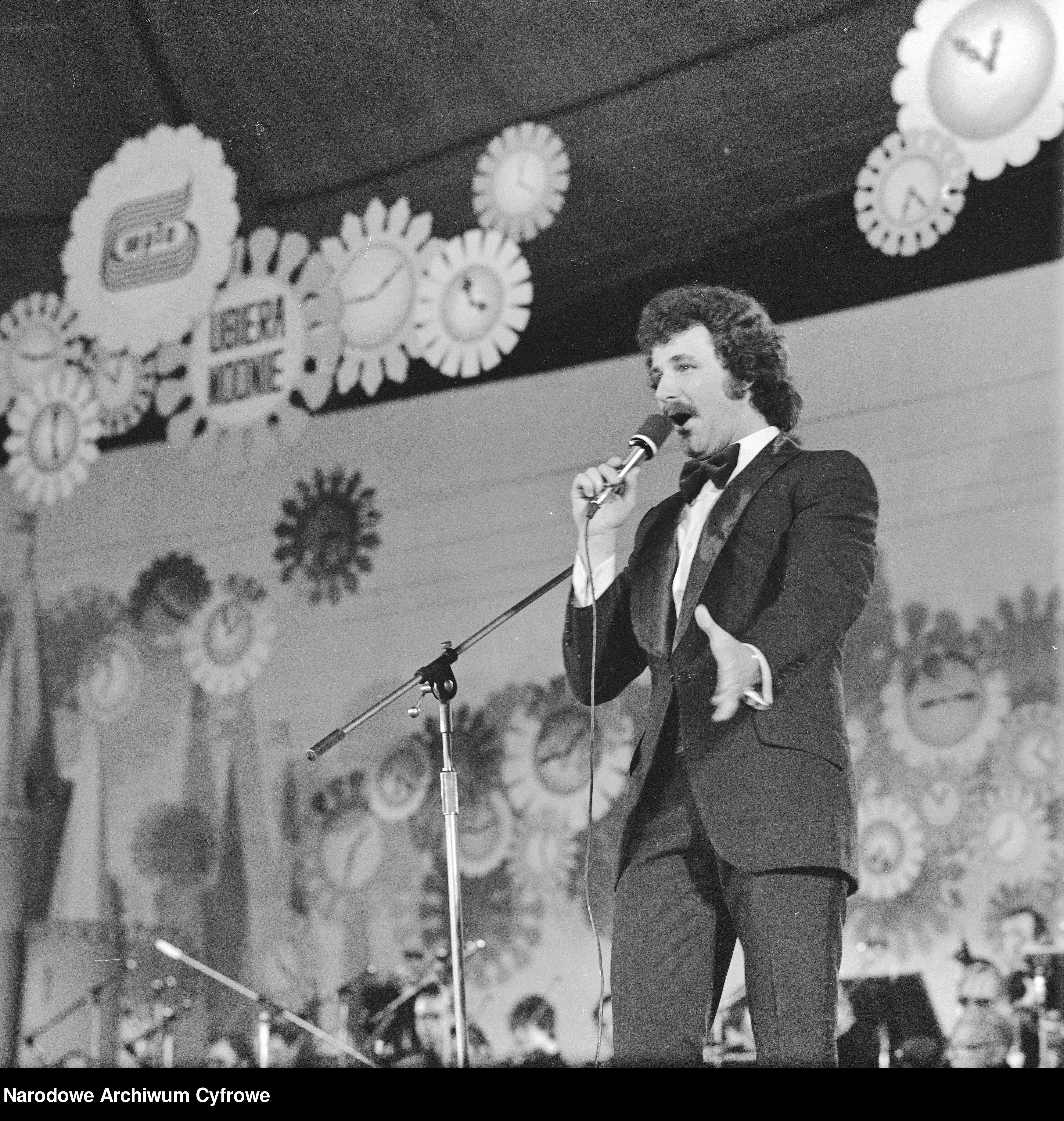
Krzysztof Krawczyk podczas występu na XII Krajowym Festiwalu Piosenki Polskiej w Opolu (1974)

### Lata 70.
Za namową Haliny Żytkowiak w 1973 odszedł z Trubadurów i rozpoczął karierę solową, którą zapoczątkował płytą pt. Byłaś mi nadzieją nagraną z zespołem instrumentalnym Ryszarda Poznakowskiego. Album promował utworem „Nim zgaśnie dzień”. Na koncertach często występował z ówczesną żoną, Haliną Żytkowiak. W 1974 nawiązał współpracę menedżerską z Andrzejem Kosmalą oraz wystąpił z utworem „Nie żałuj róż, gdy płonie las” na 12. KFPP w Opolu. Odbył także ogólnopolską trasę z programem objazdowym „Ukochany kraj” Romana Fronia oraz wylansował kolejny radiowy przebój – „Hallo, co ty o tym wiesz”. W tym okresie zaczął być określany mianem „polskiego Toma Jonesa”. W 1975 rozpoczął współpracę kompozytorską z Jerzym Milianem oraz wylansował przeboje „Parostatek” i „Rysunek na szkle”. W tym samym roku nawiązał – trwającą kolejne cztery lata – współpracę z Wojciechem Trzcińskim, z którym napisał przeboje: „Pamiętam ciebie z tamtych lat”, „Byle było tak” i „Jak minął dzień”. Również w 1975 wystąpił na Festiwalu Piosenki Radzieckiej w Zielonej Górze, otrzymał trzecią nagrodę na Międzynarodowym Festiwalu w Rostocku oraz odebrał nagrodę „Złotego Pierścienia” i nagrodę Ministra Obrony Narodowej z rąk Wojciecha Jaruzelskiego podczas Festiwalu Piosenki Żołnierskiej w Kołobrzegu. Ponadto uzyskał tytuł Piosenkarza Roku w plebiscycie „Klubów Publicystów Estradowych”. W latach 70. odmówił nagrania muzycznego duetu ze Zdzisławą Sośnicką.
Na początku 1976 powrócił do Trubadurów i nagrał z nimi płytę Znowu razem, która zyskała status złotej płyty. Zespół odbył trasę koncertową po Polsce, po której Krawczyk ostatecznie odszedł z grupy. W sierpniu, reprezentując Polskę z utworem „Rysunek na szkle”, zajął drugie miejsce w dniu polskim podczas 16. festiwalu sopockiego, na którym otrzymał także trzy nagrody – nagrodę publiczności, nagrodę dziennikarzy i nagrodę czytelników „Głosu Wybrzeża”. Jego piosenki były niezwykle popularne zarówno w radiu, jak i telewizji. W tym samym roku zagrał serię koncertów w restauracji działającej przy Sali Kongresowej w Warszawie. W 1977 śpiewał poezję Siergieja Jesienina, wplecioną w fabułę przedstawienia spektaklu Staroświecka komedia Arbuzowa w Teatrze Polskim w Poznaniu. W tym samym roku zaczął występować w Estradzie Poznańskiej, nagrał album z piosenkami Jesienina oraz zdobył nagrodę na Festiwalu Złoty Orfeusz w Bułgarii. Niedługo potem nawiązał współpracę z orkiestrą „Alex Band” Aleksandra Maliszewskiego. Następnie podpisał kontrakt z zachodnioniemiecką firmą Polydor, dla której nagrał kilka piosenek: „Als wir noch Kinder waren”, „Du bist der Sommertraum” i „Auf Wiedersehen Madelaine” oraz niemieckojęzyczną wersję piosenki „Byle było tak”, a także swoją interpretację „Ave Maria” na potrzeby świątecznej składanki wydawanej na tamtejszym rynku. 4 grudnia zaprezentował premierowo piosenkę „Hej, Barbara” podczas „Święta Górników” w Katowicach.
W czerwcu 1978 wygrał z piosenką „Pogrążona we śnie Natalia” w koncercie „Premier” podczas 16. KFPP w Opolu, a w sierpniu wystąpił z utworem „Jak minął dzień” na 2. Międzynarodowym Festiwalu Interwizji w Sopocie, jednak odpadł na etapie eliminacji do koncertu finałowego. Mimo przegranej piosenka jeszcze długo cieszyła się popularnością wśród słuchaczy. Niedługo po zakończeniu festiwalu wytwórnia Polydor zakończyła z nim współpracę, a na życzenie szefa Radiokomitetu Macieja Szczepańskiego zniknął z radia i telewizji. Medialna cenzura nie wpłynęła jednak na popularność Krawczyka wśród słuchaczy, którzy nadal chętnie kupowali jego płyty, a w 1979 uhonorowali go nagrodą „Indywidualność estradowa roku” na Międzynarodowej Wiośnie Estradowej w Poznaniu oraz tłumnie przychodzili na jego koncerty w Sali Kongresowej w Warszawie, gdzie zagrał po dwa koncerty dziennie przez tydzień.
W drugiej połowie lat 70. wciąż występował za granicą, m.in. w NRD, Związku Radzieckim, a jesienią 1978 wyruszył w trasę koncertową po USA. Pod koniec lat 70. rozpoczął również współpracę z Jarosławem Kukulskim, który skomponował dla niego piosenkę „To, co dał nam świat”. Włączył do swego repertuaru jeszcze inne kompozycje Kukulskiego, w tym utwór „Już nie obejrzę się”. W tym okresie teksty do piosenek pisał dla niego także m.in. Jerzy Dąbrowski. W 1979 wylansował przeboje: „Jak minął dzień”, „Pamiętam ciebie z tamtych lat” i „To co dał nam świat”, którą wypuścił tuż przed emigracją do USA.

### Lata 80.
Zmęczony cenzurowaniem jego twórczości w polskich mediach, w maju 1979 wyemigrował do Stanów Zjednoczonych. W październiku 1980 wrócił na kilka tygodni do kraju, by dokończyć rozpoczęte wcześniej nagrania. W tym okresie nagrał m.in. piosenkę „Ursynów cię wita” do filmu dokumentalnego Wytwórnię Filmów Dokumentalnych i Fabularnych Skupisko o rozbudowie warszawskiej dzielnicy Ursynów, a także wydał piosenki „Witamy na Ursynowie” i „Znalazłem ciebie na Ursynowie” promujące stołeczną dzielnicę. Podpisał także kontrakt z japońską firmą fonograficzną Fuji Productions inwestującą na amerykańskim rynku i wyszukującą nowe talenty. Następnie znów wyjechał do Ameryki, gdzie spędził kilka lat. Podczas emigracji koncertował głównie dla amerykańskiej Polonii m.in. w klubach nocnych w Chicago, Las Vegas i Indianapolis. Doskonalił się wówczas w ruchu scenicznym. Nawiązał także współpracę z wytwórnią płytową TRC Records i – pod pseudonimem Krystof – wydał album rockowy pt. From a Different Place, który promował singlem „Solidarity/Solidarność” napisanym z myślą o NSZZ „Solidarność”. W 1982 nagrał też kilka innych piosenek: „Maj i ty”, „Powiedz kilka słów”, „Pośpieszny pociąg ósma dwie” oraz „Piłka w grze”, którą stworzył z myślą o reprezentacji Polski podczas Mundialu 1982; nagrania zrealizował w USA, po czym wysyłał nagrania do Polski, gdzie z pomocą Andrzeja Kosmali były kończone, wydawane i promowane w radiach. Z czasem jednak grał coraz mniej koncertów, dlatego zaczął dorabiać, pracując jako taksówkarz, barman i majster (m.in. układał dachówki, budował drewniane schody i projektował balkony). Powróciwszy do Las Vegas, dawał nawet kilka klubowych koncertów jednej nocy oraz podpisał kontrakt z firmą American Creative Int. Następnie znów przeniósł się do Chicago, gdzie koncertował dla Polonii oraz objął stanowisko kierownika muzycznego polonijnego klubu nocnego „Cisza Leśna”.
W latach nieobecności Krawczyka w Polsce, na polskim rynku ukazały się jego kolejne albumy, w tym polskojęzyczne Dla mojej dziewczyny (1980) i Niki w krainie techniki (1983) oraz anglojęzyczne Good Ol’ Rock N'Roll (1980) i Don’t Leave Me (1983). Poza tym, za sprawą działań Andrzeja Kosmali, w polskich rozgłośniach radiowych emitowane były przeboje i premierowe piosenki Krawczyka, m.in. „Dziewczyno, nie jesteś sama” (z albumu Dla mojej dziewczyny), „Kosmiczna zabawa” i „Uśmiechem przywitaj dzień” (z Niki w krainie techniki) oraz „Już nie obejrzę się”.
Przed powrotem do Polski odbył trasę koncertową po Kanadzie dla tamtejszej Polonii. We wrześniu 1985 wrócił do ojczyzny. Koncertował wówczas z recitalami po sanatoriach i restauracjach. Wystąpił także z piosenką „Pospieszny pociąg ósma dwie” w programie TVP1, zagrał serię koncertów w Poznaniu z muzykami zespołu Gang Marcela i nagrał piosenki: „Idę już” i „Wstaje nowy dzień” oraz „Za tobą pójdę jak na bal” i „Ostatni raz zatańczysz ze mną”, które stały się przebojami. Nawiązał także współpracę z projektantem Jerzym Antkowiakiem, który uszył mu nowe garnitury sceniczne. Oprócz tego nagrał w duecie z Bohdanem Smoleniem kilka humorystycznych piosenek, m.in. „Dziewczyny, które mam na myśli” (do melodii przeboju Willie Nelsona i Julio Iglesiasa „To All the Girls I Loved Before” z 1984), która była zupełnie odmienna od jego dotychczasowej twórczości i stała się kolejnym hitem w dorobku artysty. Rok 1985 zakończył występem w programie sylwestrowym TVP1, w którym zaśpiewał m.in. utwór „To jest po prostu rock and roll”. Od 1985 koncertował z zespołem instrumentalno-wokalnym o nazwie „Krzysztof Krawczyk Family”, w którego skład wchodzili: Roman Suchan, Czesław Paluch, Piotr i Zbigniew Heflichowie, Tomasz Szafrański, Ewa Krawczyk, Sylwia Krawczyk-Urbańczyk, Agnieszka Rosenbeiger i Alina Pszczółkowska.
W 1986 jego piosenki „Za tobą pójdę jak na bal”, „To jest po prostu rock and roll”, „Pokochaj moje marzenia”, „Wstaje nowy dzień” i „Ostatni raz zatańczysz ze mną” cieszyły się popularnością w plebiscytach TVP: Radiowej piosence tygodnia, Interstudiu 86 i Telewizyjnej liście przebojów. W tym samym roku zdobył drugie miejsce za piosenkę „Ostatni raz zatańczysz ze mną” w plebiscycie Polskiego Radia na przebój roku. Poza tym za wykonanie piosenki „Nie przesadza się starych drzew” zdobył drugą nagrodę na 23. KFPP w Opolu. Został uznany za piosenkarza roku w plebiscycie tygodnika „Panorama”. Poza tym nagrał telewizyjne recitale: „Nie przesadza się starych drzew” (z piosenkami country), „Rock and roll i okolice” (z evergreenami z longplaya pt. Dobry stary rock, za który otrzymał złotą płytę) oraz „Kolędy polskie” na zamku w Książu. Nakręcił też teledyski do piosenek: „Za tobą pójdę jak na bal”, „Ostatni raz zatańczysz ze mną”, „Dziewczyny, które mam na myśli” (duet z Bohdanem Smoleniem), „Pójdę w drogę i wezmę z sobą księżyc”, „To jest nasz świat” i „Wygrajmy jeszcze jeden mecz”, którą nagrał z okazji Mistrzostw Świata w Piłce Nożnej w Meksyku. Wystąpił w Mundialowej Gali w katowickim „Spodku” oraz w audycjach Przeboje świata oraz Przeboje 86, w których wykonał z „Alex Bandem” utwory: „Dzwonię do ciebie, by ci powiedzieć, że cię kocham” (polska wersja przeboju „I Just Call to Say I Love You” Stevie Wondera) i „Purple Rain” z repertuaru Prince’a.
W 1987 odbył trasę koncertową po Kanadzie. Nagrał także, wraz z zespołem Klincz, piosenkę „Skandali smak”, która przez kilka miesięcy utrzymywała się w czołówce Radiowej Piosenki Tygodnia emitowanej na antenie Programu I Polskiego Radia. W tym samym roku wydał albumy: Wstaje nowy dzień, Pokochaj moje marzenia i Kolędy. Zagrał także recital dla TVP2, na który złożyły się jego przeboje polsko-, anglo-, rosyjsko- i niemieckojęzyczne.
W czerwcu 1988 nagrał utwór „Nie zaśpiewam już nigdy z Krawczykiem” z Bogdanem Smoleniem. Trzy dni po realizacji nagrań, 28 czerwca 1988, uległ wypadkowi samochodowemu koło Buszkowa, w którym – zderzywszy się z drzewem – odniósł poważne obrażenia: miał pękniętą żuchwę, uszkodzone kości policzkowe, złamaną szczękę, centralne zwichnięcie prawego stawu biodrowego i złamaną nogę. Po wypadku trafił do Państwowego Szpitala Klinicznego XXX-lecia PRL w Bydgoszczy. Tam poznał, a następnie nawiązał bliską znajomość z chirurgiem Maciejem Świtońskim, który podjął się m.in. operacji jego twarzy, a następnie współpracował z nim jako autor piosenek. W listopadzie 1988 zagrał w Filharmonii Pomorskiej w Bydgoszczy pierwszy po wypadku koncert, który to zorganizował w podziękowaniu personelowi szpitala za opiekę nad nim i jego rodziną.
W styczniu 1989 wydał album pt. Psalmy Króla Dawida, a 10 lutego zagrał w Obornikach, rozpoczynając tym samym kolejną trasę po Polsce i świecie (na przełomie lutego i marca zagrał koncerty w Adelaidzie, Sydney i Melbourne dla australijskiej Polonii).

### Lata 90.
W 1990 ponownie wyemigrował do USA, gdzie po podpisaniu kontraktu z firmą Hallmark nagrał w Nashville – pod opieką artystyczną Davida Briggsa – album w stylu country pt. No Boundaries, na którym umieścił m.in. piosenki „Let Me Be Your Child, America” i „Dance, Dance America”; album zostały wydany dopiero w 1997. Odbył także trasę koncertową po kraju wraz z Trubadurami. W tym okresie emigracji na polskim rynku ukazało się sześć premierowych albumów Krawczyka na płytach kompaktowych, wydanych przez wytwórnię Brawo: Country na drogę, Wszystko za disco, Kolędy i pastorałki, A kiedy będziesz moją żoną, Collection i Live Concert. Ponadto w 1992 premierę miał album pt. Wiara, nadzieja i miłość, którą artysta nagrał jeszcze w latach 80. po wypadku samochodowym.
Na początku 1994 przyjechał do Polski w celu promocji płyty nagranej w Nashville. Do powrotu na stałe nakłaniała go Nina Terentiew, ówczesna szefowa TVP2, która zaprosiła Krawczyka do udziału w charakterze gwiazdy na festiwalu w Sopocie, ponadto zaczęła go zapraszać do telewizyjnych audycji (m.in. Muzyczna Jedynka) i emitowała jego koncerty (np. w okresie świątecznym i sylwestrowym). W tym czasie nagrał piosenkę „Gdzie jest drugi taki program drugi?” i wystąpił z benefisem wyemitowanym przez TVP1 pt. „30 lat minęło... Krzysztof Krawczyk i jego goście”, na którym wystąpili z nim m.in. Trubadurzy, Irena Jarocka, Bohdan Łazuka, Bohdan Smoleń, Henryk Debich, Zbigniew Kurtycz, Dorota Stalińska, Skaldowie i Tadeusz Drozda. Również w 1994 wydał album pt. Gdy nam śpiewał Elvis Presley z polskimi wersjami językowymi przebojów Elvisa Presleya oraz tytułową piosenką, która stała się przebojem. Za wysoką sprzedaż albumu odebrał certyfikat platynowej płyty. Niedługo później nagrał albumy: Gdy nam śpiewał Elvis Presley. Part II, Kolędy i Canzone d’amore. W 1995 na stałe powrócił do Polski. W tym czasie z uwagi na różnice biznesowe na krótko zerwał współpracę menedżerską z Andrzelem Kosmalą i podpisał umowę z Adamem Górką, jednak z czasem wznowił działalność ze swoim pierwszym menedżerem.
Znużony odrzucaniem jego piosenek przez decydentów w TVP, w 1996 związał się także z nurtem muzyki dance (italo disco), dzięki czemu zaskarbił sobie sympatię fanów i trafiał ze swoimi piosenkami na listę przebojów polsatowskiego programu Disco Relax; przez wiele miesięcy na w czołówce zestawienia utrzymywało się kilka jego utworów, m.in. „Zaufaj sercu”, „Przez jedną chwilę zapomnienia”, „Viva Las Vegas”, „Arrivederci moja dziewczyno”, nowa wersja utworu „Rysunek na szkle” oraz śpiewany przez niego przebój Michała Wiśniewskiego „Zawsze z tobą chciałbym być”. Dokonał w tym czasie także kolejnych nagrań płytowych z różnorodną muzyką, od country, przez rock and roll, ballady, muzykę taneczną i religijną, aż po piosenki dla dzieci. W 1996 odbył trasę koncertową w Niemczech, a w następnym roku w Australii. 23 marca 1997 nakładem wytwórni Credo Records wydał kasetę z 19 pieśniami maryjnymi, którą dedykował Janowi Pawłowi II z okazji jego 50-lecia posługi kapłańskiej. 16 maja w Nocnym klubie Jedynki odbyła się premiera teledysku „Nowy Jork, dochodzi chyba piąta”, a 4 czerwca podczas wizyty Jana Pawła II na Jasnej Górze wręczył papieżowi kilka swoich albumów i kaset, w zamian otrzymał perłowy różaniec. Podczas audycji w Radiu Zet, w której opowiedział o spotkaniu z papieżem, poprosił o wybaczenie wszystkich, których skrzywdził, podkreślając też, iż „sam już wybaczył tym, z którymi był kiedyś w niezgodzie”. W tym samym roku wystąpił w programach zrealizowanych dla Telewizji Polskiej: Krawcowe święta, Kolędowanie z Krzysztofem Krawczykiem oraz Eleni i przyjaciele, podczas których zaśpiewał z Eleni kilka kolęd oraz piosenek świątecznych.
W 1998 przygotował telewizyjny recital pt. „To, co dał nam los” z okazji jubileuszu 35-lecia pracy artystycznej; podczas koncertu otrzymał nagrodę Prezesa TVP Ryszarda Miazka. W 1999 wydał album pt. Polskie tango z przebojami Mieczysława Fogga, które jeszcze przed premierą płyty zaprezentował w programie telewizyjnym pod tym samym tytułem. Niedługo później nakładem wytwórni Pomaton EMI ukazał się album z przebojami Krawczyka wydany w ramach „Złotej Kolekcji”. Składankę promował podczas koncertu zorganizowanego przez Trójkę. W tym samym roku nagrał piosenkę „Piękny dzień” w duecie z Norbim. Pod koniec roku wydana została składanka Piosenki na święta, na której znalazły się piosenki bożonarodzeniowe nagrane przez Krawczyka solowo i z Trubadurami. Album promował piosenką „Jezusek w bieli”, którą nagrał ze Sławomirem Kowalewskim. W latach 90. często gościł w programie Muzyczna Jedynka, dzięki któremu wylansował kilka przebojów, m.in. „Każdy dzień bez ciebie”.

### Lata 2000–2009
W lipcu 2000 zaśpiewał podczas pielgrzymki Jana Pawła II na placu Świętego Piotra w Watykanie, a także wręczył papieżowi złotą płytę za wydany rok wcześniej album pt. Ojcu Świętemu śpiewajmy. Również w 2000 podpisał sześcioletni kontrakt z wytwórnią BMG Poland oraz wydał album Daj mi drugie życie. Wydawnictwo dotarło do drugiego miejsca zestawienia OLiS i przyniosło mu kolejny w karierze status złotej płyty. Płytę promował singlami: „Mój przyjacielu” (który stał się przebojem), „Płatna miłość”, „Ojda Ojda” i „Gdybyś była moja”. W grudniu wydał okolicznościowy album pt. 2000 takich świąt. W lipcu 2001 wystąpił z recitalem promującym Daj mi drugie życie podczas 38. KFPP w Opolu, w listopadzie zagrał telewizyjny koncert z Orkiestrą Weselno-Pogrzebową i udzielił wywiadu z Bregoviciem dla TVP2, a 31 grudnia zaśpiewał w koncercie sylwestrowym realizowanym przez TVP2 w Warszawie. W marcu 2002 uzyskał nominacje do Fryderyków w trzech kategoriach: wokalista roku, album roku – etno/folk (za Daj mi drugie życie) i teledysk roku (za „Mój przyjacielu”). W maju za wideoklip do „Mój przyjacielu” odebrał wraz z Goranem Bregoviciem nagrodę Superjedynki na 39. KFPP w Opolu. Pod koniec sierpnia wystąpił podczas finałowego koncertu Lata z radiem na Skwerze Kościuszki w Gdyni, gdzie zebrało się ponad 100 tys. osób.
14 października 2002 wydał klubowy album pt. ...Bo marzę i śnię, za której produkcję odpowiadał Andrzej Smolik i który powstał z udziałem młodszego pokolenia artystów sceny alternatywnej, m.in. Macieja Maleńczuka. Płytę promował singlami: „Bo jesteś ty”, „Mijamy”, „Chciałem być” i „Jestem sobą”, które dotarły na listy przebojów wielu rozgłośni radiowych oraz telewizyjnych. Sam album zyskał miano platynowej płyty i przez wiele tygodni utrzymywał się na pierwszym miejscu najchętniej kupowanych płyt w Polsce. W grudniu wystąpił w charytatywnym koncercie I Ty możesz zostać św. Mikołajem na Starym Rynku w Poznaniu oraz w noworocznym widowisku „Sylwester z Jedynką”, nagrywanym pod siedzibą TVP w Warszawie. W lutym 2003 uzyskał nominacje do Fryderyków w kategoriach: wokalista roku, album roku – pop (za ...Bo marzę i śnię) i piosenka roku (za „Bo jesteś ty”). W kwietniu otrzymał Eska Music Award dla artysty roku, a w maju odebrał dwie Superjedynki – dla najlepszego wokalisty i za teledysk roku (za wideoklip do „Bo jesteś ty”) – na 40. KFPP w Opolu. Poza tym w 2003 nagrał kilka piosenek dla telewizji, m.in. utwór tytułowy do serialu TVN Na Wspólnej i „Europo, witaj nam” do czołówki programu TVP2 Europa da się lubić. Wydał też album pt. Gwiazdy biesiadują. Krzysztof Krawczyk po cygańsku, a w listopadzie zagrał telewizyjny koncert dla TVP2, na który składały się piosenki z jego dwóch ostatnich albumów oraz utwory z początków kariery.
W styczniu 2004 zdobył nominację do Telekamery w kategorii „muzyka”. W lutym odebrał złotą płytę za sprzedaż składanki Złota kolekcja: Pamiętam Ciebie z tamtych lat. W maju wydał album pt. To, co w życiu ważne, który promował singlami nagranymi z innymi artystami: „Lekarze dusz” z Muńkiem Staszczykiem, i „Trudno tak (razem być nam ze sobą...)” z Edytą Bartosiewicz. Drugi singiel stał się przebojem, przez wiele miesięcy podbijał radiowe i telewizyjne listy przebojów, sam album długo utrzymywał się na pierwszym miejscu najlepiej sprzedawanych płyt w Polsce. W maju Krawczyk otrzymał nagrodę TVP Polonia „Artysta bez granic” oraz „Muzyczną Jedynkę” podczas 41. KFPP w Opolu, a w sierpniu wystąpił w koncercie z okazji 40-lecia swojej pracy artystycznej podczas festiwalu w Sopocie. Wydana przez wydawnictwo Reader’s Digest pięciopłytowa kolekcja pt. Jestem sobą, podsumowująca dorobek artystyczny Krawczyka, zyskała miano platynowej płyty. On sam zajął pierwsze miejsce na festiwalu TOPtrendy w Sopocie. We wrześniu odebrał złotą płytę za sprzedaż albumu To, co w życiu ważne. Również w 2004 nagrał piosenkę „Don’t Get Around Much Anymore” w duecie z Rodem Stewartem, a do utworu powstał teledysk, w którym wystąpiła Agata Buzek. W listopadzie wydał album pt. Mona Lisa – Amerykańskie piosenki cz. 1, będący efektem fascynacji Louisem Armstrongiem oraz amerykańskim bluesem i jazzem. W grudniu wystąpił razem z dziecięcym zespołem „Piątka z plusem” podczas koncertu kolęd w kościele w Świętej Lipce, który został wyemitowany przez TVP2, a kolędy z tego występu ukazały się na płycie wydanej przez Agorę, która dołączona została do świątecznego wydania „Gazety Wyborczej”. W tym samym roku nagrał z zespołem Gang Olsena piosenkę „Krzysztof K.”, która znalazła się na płycie zespołu pt. Disco & Blues. W grudniu wystąpił we Wrocławiu w kolejnym koncercie w ramach akcji I Ty możesz zostać św. Mikołajem, a także pojawił się w sylwestrowym wydaniu programu TVP1 Stratosfera.

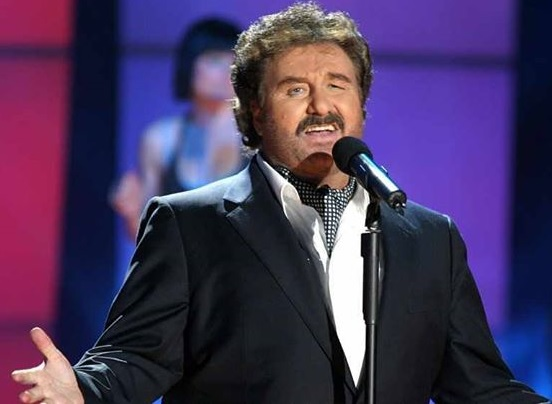
Krawczyk (2005)

W styczniu 2005 otrzymał Telekamerę w kategorii „muzyka”, uzyskawszy ponad 101 tys. głosów. W marcu odebrał dwa Fryderyki za wygraną w kategoriach: wokalista roku i piosenka roku (za „Trudno tak...”), którą otrzymał z Edytą Bartosiewicz; ponadto był nominowany do nagrody za album roku – pop (za To, co w życiu ważne). Również w marcu był nominowany do Eska Music Awards w kategoriach „artysta roku – Polska” i „hit roku – Polska” (za „Trudno tak...”) oraz wydał drugi album z amerykańskimi piosenkami: The Shadow of Your Smile. Odebrał także „Asa Empiku” za największą liczbę sprzedanych płyt w sieci Empik. W czerwcu wystąpił w koncercie Top w ramach festiwalu TOPtrendy 2005 w Sopocie, gdzie odebrał nagrodę za sprzedaż największej liczby swojej płyty (To, co w życiu ważne) w poprzednim roku. W lipcu zagrał kilka koncertów w ramach trasy RMF FM, Polsatu i „Naj” pod hasłem „Koncertowe lato z najlepszą muzyką pod słońcem”, a także był gościem muzycznym Międzynarodowego Festiwalu Piosenki i Kultury Romów w Ciechocinku, na którym odebrał nagrodę „Złotego Taboru”. W grudniu wystąpił w noworocznym koncercie organizowanym przez TVP2 na Rynku we Wrocławiu.
W lutym 2006 wystąpił w koncercie charytatywnym pod hasłem „Jesteśmy z wami”, zorganizowanym w katowickim Spodku przez TVP2 i Caritas Polska w hołdzie ofiarom katastrofy budowlanej na Śląsku. 6 czerwca ukazała się odświeżona wersja albumu pt. Ojcu Świętemu śpiewajmy, która została wydana w hołdzie Janowi Pawłowi II; patronat nad płytą objął ówczesny Prymas Polski kard. Józef Glemp oraz Katolicka Agencja Informacyjna. 25 września wydał album pt. Tacy samotni, który promował singlem „Tylko ty, tylko ja”, zaś finałowy utwór z płyty – „Spieszmy się” – dedykował zmarłej matce. W okresie wakacyjnym zagrał koncerty w ramach trasy Lato z radiem. W grudniu uzyskał certyfikat złotej płyty za sprzedaż albumu. 25 grudnia 2006 wystąpił w minirecitalu, wyemitowanym przez TV Trwam, na którym zaśpiewał kolędy oraz piosenki i pieśni o tematyce religijnej. W tym samym dniu wziął także udział w audycji Rozmowy niedokończone, wyemitowanej w TV Trwam i Radiu Maryja. Również w grudniu wystąpił podczas telewizyjnych koncertów nadawanych w telewizji Polsat: „Kolęda w Polsacie” w kościele pw. św. Zygmunta w Słomczynie i „Sylwester gwiazd” na Rynku Głównym w Krakowie.

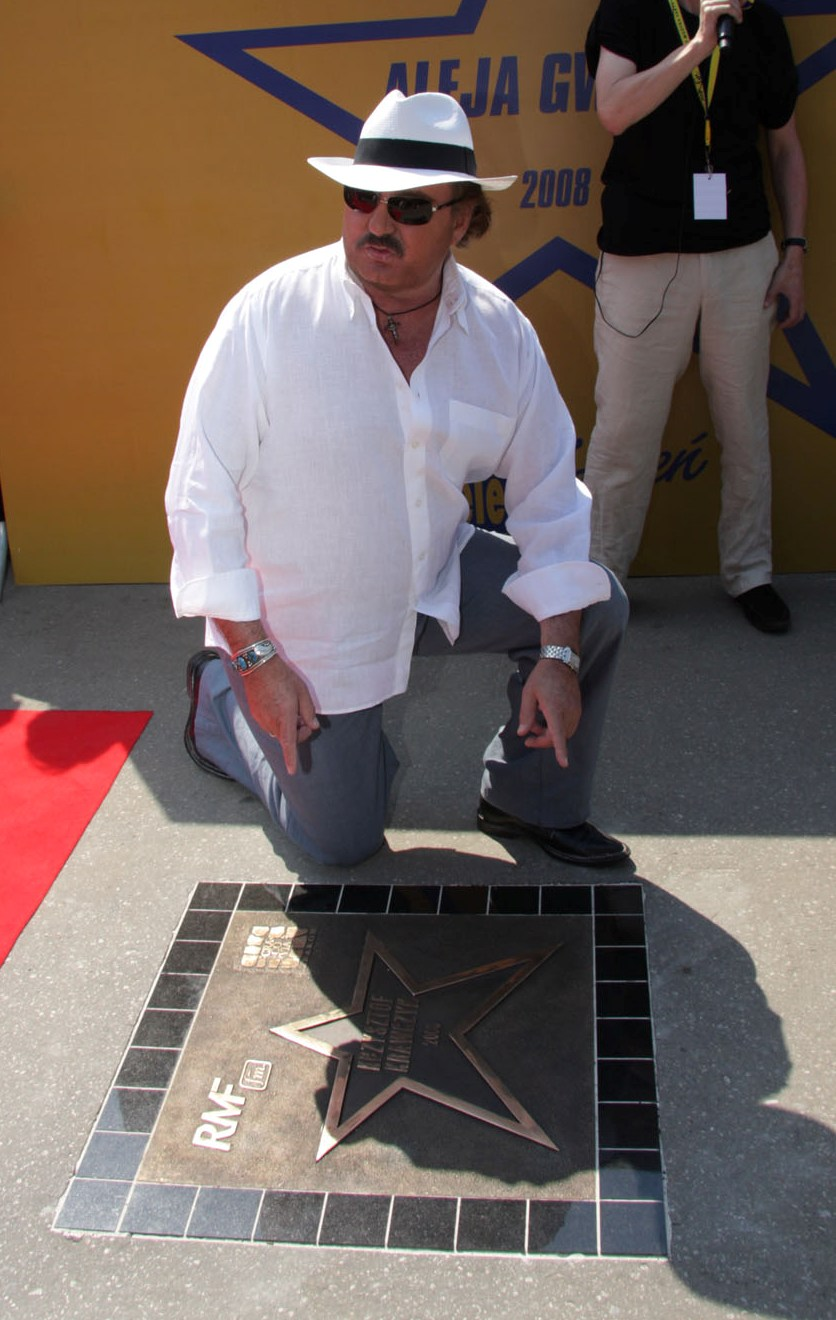
Krawczyk odsłaniający swoją gwiazdę w Alei Gwiazd w Krakowie (2008)

W 2007 nagrał wraz z biskupem Antonim Długoszem utwór „Europo, nie możesz żyć bez Boga”, który cieszył się popularnością na antenie Radia Maryja. Niedługo potem wraz z innymi wykonawcami nagrał piosenkę „Nie jesteś sam” dla Fundacji TVN. W okresie wakacyjnym ponownie zaangażował się w trasę koncertową RMF FM, Polsatu i „Naj” pod hasłem „Przebojowe lato”. Na przełomie 2007/2008 wytwórnia Agora wydała 20-częściowy Leksykon Krzysztofa Krawczyka, który promowany był premierowym singlem „Życie jak wino”; pierwsza część zbioru – Zawsze w drodze – uzyskała status podwójnej platynowej płyty, zaś inne dziewięć części – Męska muzyka, Nasz dom, Jak przeżyć wszystko jeszcze raz, Kolędy, Życie jak wino, Mikołaju, to już czas, Polskie tango, Sylwestrowa dyskoteka, My Cyganie i Rock and roll party – złotej płyty.
5 lipca 2008 zagrał koncert na festiwalu TOPtrendy z okazji 45-lecia swojej kariery artystycznej, a wraz z nim na scenie wystąpili m.in.: Edyta Górniak, Norbi, Muniek Staszczyk, Łukasz Zagrobelny oraz Trubadurzy. 31 lipca odsłonił swoją gwiazdę na Alei Gwiazd w Krakowie. Również w tym roku nagrał duet „Marynarze szos” z Krzysztofem Jerzym Krawczykiem, który znalazł się na płycie Ciągle pędzimy zespołu KG Band. Niedługo później ukazał się teledysk do piosenki, gdzie wraz z Krawczykami piosenkę zaśpiewali aktualni członkowie zespołu Trubadurzy. W grudniu zaśpiewał kolędy w audycji Radia Wawa Wigilijny wieczór gwiazd, a 24 grudnia na antenie TVP2 wyemitowano koncert bożonarodzeniowy pod hasłem „Kolędowanie z Krawczykiem”, w którym wystąpił artysta.

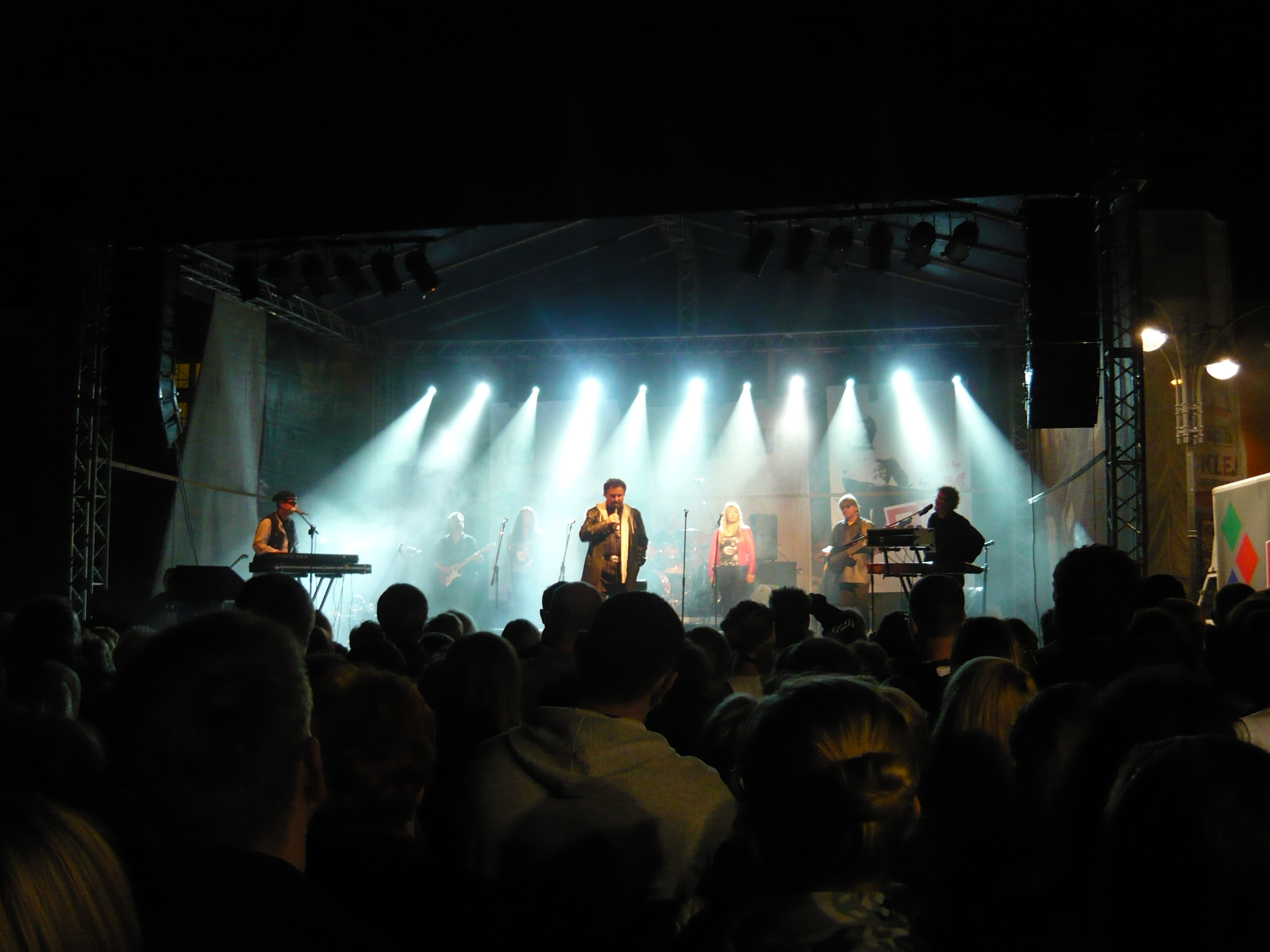
Koncert grupy Krzysztof Krawczyk Live w Darłowie (2009)

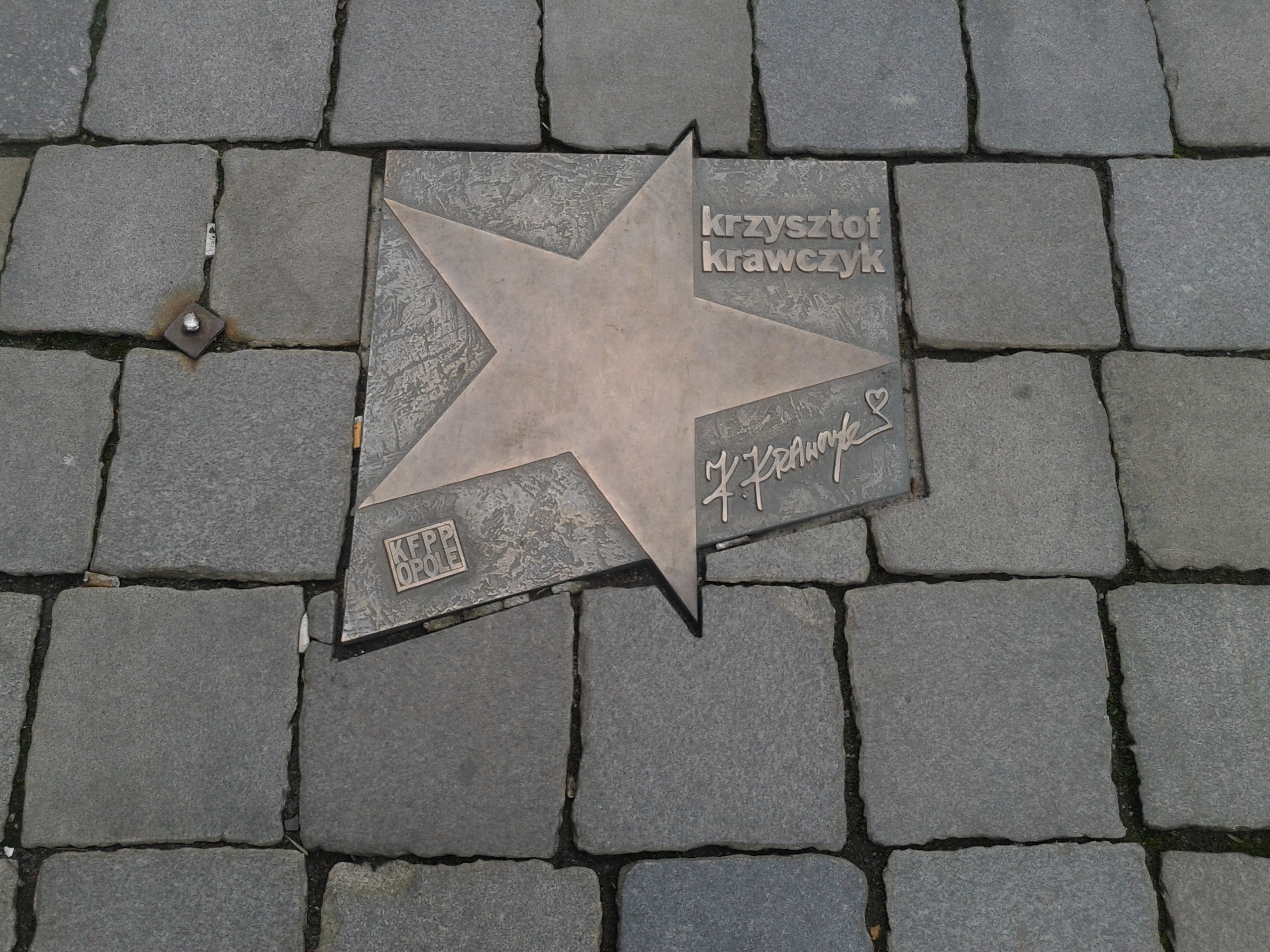
Gwiazda Krzysztofa Krawczyka w Opolu

20 stycznia 2009 wydał album pt Warto żyć, za którego sprzedaż w listopadzie otrzymał certyfikat złotej płyty. 24 listopada jego zdjęcie znalazło się w kalendarzu wspierającym schroniska dla zwierząt, wydanym przez wydawnictwo „Presto Brodnica” z Dębicy. Trzy dni później w sprzedaży pojawiła się jego 100. solowa płyta pt. Nigdy nie jest za późno, na której znalazła się m.in. piosenka „Z kobietami to różnie bywało”, nagrana w duecie z Danielem Olbrychskim. Pochodzący z tej płyty utwór o tematyce patriotycznej „Bo to jest Polska” był nominowany do tytułu „Piosenki Roku” Radia Maryja. W grudniu nagrał płytę z kolędami śpiewanymi wraz z zespołem góralskim Marcina Pokusy z Węgierskiej Górki, która została dodana do jednego z wydań „Gazety Wyborczej”. 24 grudnia wystąpił z zespołem w programie świątecznym w TVP2, gdzie wraz z biskupem Antonim Długoszem, Eleni i swoją żoną Ewą zaśpiewali kilka kolęd i piosenek świątecznych. Dwa dni później 26 grudnia wystąpił w koncercie „Świętokrzyskie Kolędowanie” w Kielcach, wyemitowanym przez TVP1, na którym zaśpiewał kolędę „Przybieżeli do Betlejem” i piosenkę „2000 takich świąt”. Rok 2009 zakończył występem w noc sylwestrową z 31 grudnia na 1 stycznia 2010 w warszawskiej dzielnicy Białołęka.

### Lata 2010–2019
17 stycznia 2010 był gościem muzycznym Charytatywnego Balu Dziennikarzy organizowanego w auli Politechniki Warszawskiej. 20 lutego zagrał koncert w Filharmonii Bałtyckiej, który był transmitowany przez TVP Gdańsk. W sezonie letnim uczestniczył w trasie koncertowej Trubadurów z okazji 45-lecia istnienia grupy oraz wystąpił w koncercie jubileuszowym pt. „Zagrajmy rock and rolla jeszcze raz”, wyemitowanym przez TVP Łódź. Niespełna rok później koncertował z zespołem w Sali Kongresowej w Warszawie. Jesienią 2010 odbył solową trasę koncertową po USA i Kanadzie obejmującą występy w Chicago, New Jersey i Toronto, gdzie oprócz swoich przebojów wykonał premierowy utwór „Ameryko” autorstwa Seweryna Krajewskiego. 20 listopada wystąpił w Wilnie z koncertem dla litewskiej Polonii, a sześć dni później zagrał dwugodzinny koncert pt. „Krzysztof Krawczyk – największe przeboje” w Sali Kongresowej w Warszawie. Również w listopadzie ukazała się jego książka autobiograficzna pt. Życie jak wino, którą napisał z Andrzejem Kosmalą.

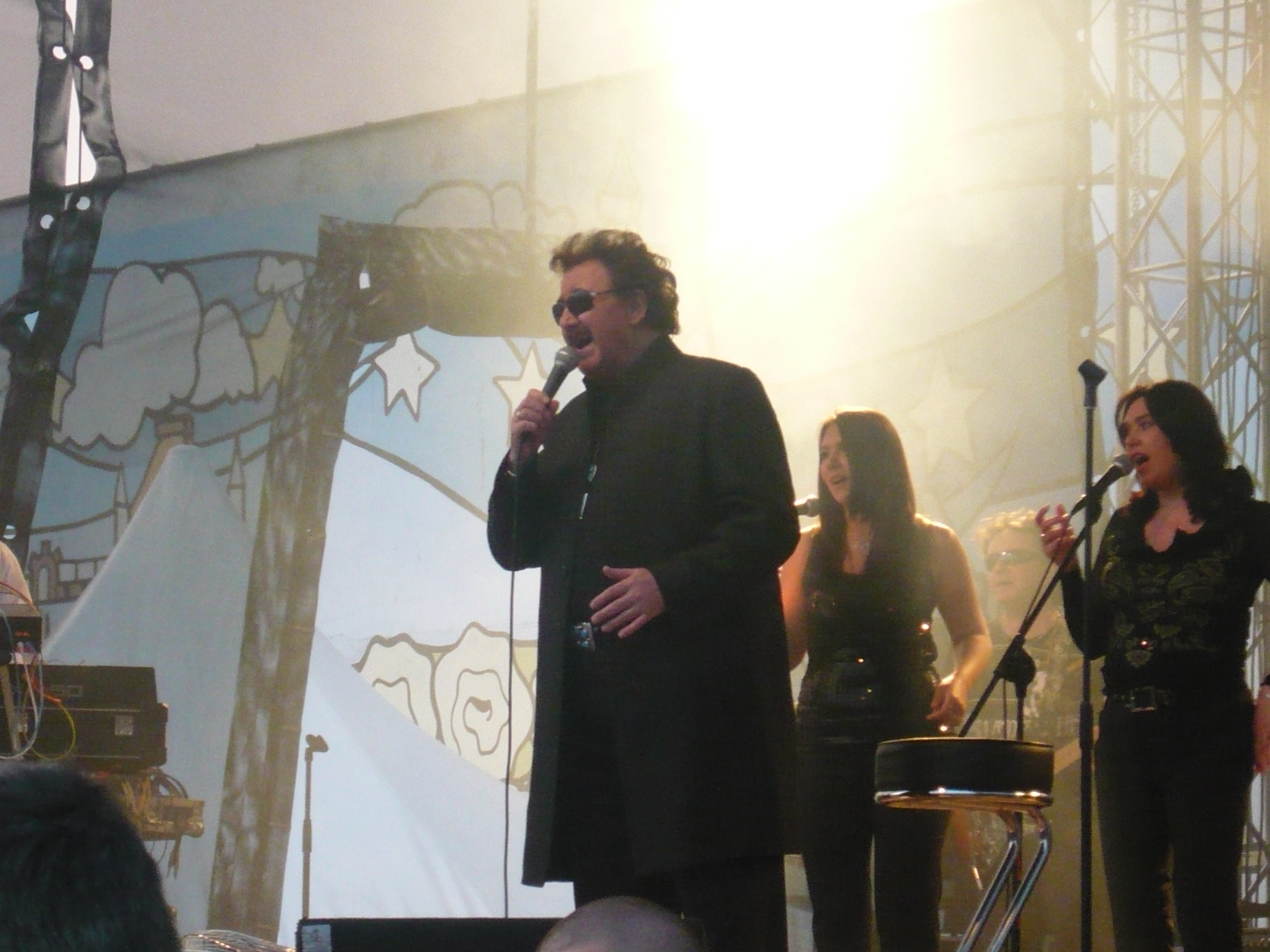
Krawczyk podczas koncertu we Włocławku (2009)

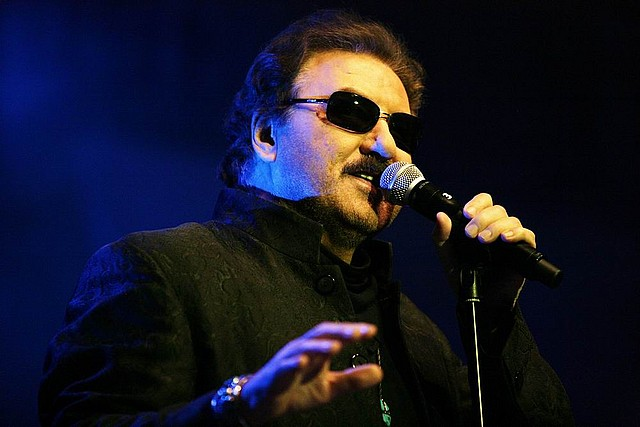
Krawczyk na Balu Dziennikarzy (2010)

Pod koniec kwietnia 2011 wydał album pt. JP II. Abba Ojcze, który nagrał z okazji beatyfikacji Jana Pawła II. 1 maja wystąpił w Wadowicach w koncercie „Ojcu Świętemu śpiewajmy razem”, transmitowanym przez telewizję Polsat. W styczniu 2012 uczestniczył w charytatywnym wydaniu teleturnieju Jaka to melodia?, a w programie zaśpiewał także kilka piosenek. Pod koniec lutego ukazała się płyta Antoniego Długosza pt. Europo, nie możesz żyć bez Boga, na której znalazł się tytułowy utwór nagrany przez biskupa w duecie z Krawczykiem. W okresie wakacyjnym zagrał 22 koncerty z serii „Lata z Radiem”. 18 września wydał dwuczęściowy album: Polski Songbook vol.1 – Dlaczego dziś nie pisze nikt takich piosenek? oraz Polski Songbook vol.2 – Nasze pokolenie, zawierający największe przeboje polskiej muzyki w jego interpretacji. Płytę promował teledyskiem do piosenki Henryka Fabiana „Napiszę do ciebie z dalekiej podróży”, a także wywiadami w mediach telewizyjnych i radiowych. 23 września wystąpił w jubileuszowym koncercie w Sali Kongresowej w Warszawie z okazji 15-lecia Radia Złote Przeboje. Pod koniec listopada ukazał się trzypłytowy box, zawierający obie części Polskiego Songbooka oraz kolędy nagrane z udziałem Kapeli Góralskiej Marcina Pokusy, które rok wcześniej zostały dołączone do świątecznego wydania „Gazety Wyborczej”. 6 grudnia 2012 z albumem pt. ...bo marzę i śnię zajął 20. miejsce w plebiscycie przeprowadzonym przez RMF FM na najlepszą polską płytę pop w historii. 31 grudnia wystąpił na rynku wrocławskim w koncercie sylwestrowym „60 przebojów na 60 lat TVP”.
W 2013 i 2014 świętował 50-lecie kariery artystycznej. Z tej racji „K&K Studio (Kosmala & Kniat)” opublikowało w częściach Antologię Krzysztofa Krawczyka. 7 stycznia po raz pierwszy spotkał się z aktorami serialu TVN Na Wspólnej na spotkaniu z okazji 10-lecia jego emisji. 19 stycznia wystąpił w warszawskiej Sali Kongresowej w koncercie jubileuszowym z okazji 15-lecia programu Jaka to melodia?. 12 lutego ukazała się jego kolejna kolekcja z serii antologii pt. Ave Maria – tribute to Benedict XVI, wydana w hołdzie papieżowi Benedyktowi XVI, który dzień wcześniej ogłosił swoją rezygnację z urzędu. Na płycie znalazły się również nigdy niepublikowane nagrania Krawczyka, m.in. „Matko, która nas znasz” i „Zdrowaś Maryjo”. 12 maja wystąpił z piosenkami religijnymi w Niepokalanowie w obchodach 75. rocznicy powstania katolickiej rozgłośni Radio Niepokalanów. W październiku rozpoczął trasę koncertową pt. „50 lat na scenie” oraz pracę nad albumem pt. Pół wieku człowieku. Płytę zwiastował singlem „Jak daleko”, które zaśpiewał w duecie z Ras Lutą. 31 grudnia wystąpił na skwerze Kościuszki w Gdyni podczas sylwestrowego koncertu transmitowanego przez telewizję Polsat, a podczas wydarzenia odebrał nagrodę za 50 lat pracy artystycznej oraz otrzymał tytuł „króla polskiej estrady” przyznany mu przez Polsat, Radio Zet i „Fakt”.
4 stycznia 2014 wystąpił w kościele ewangelickim w Pszczynie w charytatywnym koncercie „Musica Sacra”, którego dochód został przekazy na „Dom Kulejących Aniołów w Piasku”, zajmujący się pomocą osobom z upośledzeniem umysłowym. 21 lutego Radio Złote Przeboje ogłosiło wyniki konkursu na najlepsze pięć piosenek Krawczyka – zwyciężył utwór „Bo jesteś ty”, na kolejnych miejscach znalazły się: „Jak minął dzień”, „Parostatek”, „Chciałem być” i „Trudno tak (razem być nam ze sobą...)”. 29 marca odebrał SuperWiktora za całokształt kariery artystycznej podczas gali rozdania Wiktorów odbywającej się na Zamku Królewskim w Warszawie. 29 kwietnia wydał teledysk do tytułowego utworu z albumu pt. Pół wieku człowieku. Na płycie znalazły się też m.in. piosenka „Ewy przepis na miłość”, którą zaśpiewał razem z Norbim, oraz utwór „Czemu tylko wtedy” dedykowany Janowi Pawłowi II. 9 czerwca gościł w odcinku programu TVP1 Świat się kręci pt. „Pół wieku człowieku”, podczas którego otrzymał z rąk Ryszarda Poznakowskiego statuetkę za zasługi dla polskiej muzyki oraz Krzyż Orderu Odrodzenia rock and rolla. 22 czerwca wystąpił w Opolu w ramach trasy koncertowej „50 lat na scenie”. 6 września wystąpił z recitalem podczas 6. „Dziękczynienia w Rodzinie” zorganizowanego w Toruniu pod patronatem Radia Maryja, Telewizji Trwam, Wyższej Szkoły Kultury Społecznej i Medialnej oraz „Naszego Dziennika”. We wrześniu zdobył tytuł „najlepszego polskiego piosenkarza” w plebiscycie „Super Expressu”. W grudniu zaangażował się w piątą edycję akcji „Pomaganie jest trendy” na rzecz osób chorych na autyzm, uczestnicząc w nagraniu piosenki „Pomaganie jest trendy” i teledysku do utworu. 31 grudnia wystąpił w Gdyni podczas „Sylwestrowego rejsu przebojów” transmitowanego przez telewizję Polsat; tego wieczoru odebrał „statek króla polskiej muzyki rozrywkowej”, nagrodę przyznaną przez Polsat, RMF FM i „Fakt”.
27 listopada 2015 wydał album pt. Tańcz mnie po miłości kres z piosenkami Leonarda Cohena w jego interpretacji, przetłumaczonymi na język polski przez Macieja Zembatego. Płyta została ciepło przyjęta przez słuchaczy. 25 grudnia wystąpił w świątecznym wydaniu programu Jaka to melodia?, w którym otrzymał wyróżnienie „Piękniejsza Polska” za promowanie polskiej kultury w świecie i zasługi dla polskiej sceny muzycznej przyznane przez ministra kultury, Bogdana Zdrojewskiego. 13 lutego 2016 pojawił się na prapremierze sztuki teatralnej Andrzeja Mańkowskiego Być jak Krzysztof Krawczyk wystawianej w Teatrze Miejskim im. Witolda Gombrowicza w Gdyni. We wrześniu otrzymał list od prezydenta Andrzeja Dudy, który z okazji 70. urodzin podziękował mu „za wkład do polskiej muzyki”. 10 października wydał singiel „Każdy Dziad”, nagrany wspólnie z Maciejem Maleńczukiem na potrzeby albumu pt. Duety. Płyta ukazała się 4 listopada i zawierała premierowe utwory wykonane przez Krawczyka wspólnie z Kasią Nosowską, Anią Dąbrowską, Maciejem Maleńczukiem, Urszulą Kasprzak i Wojciechem Kordą. 24 grudnia telewizja Polsat wyemitowała koncert „Wielkie kolędowanie z Polsatem” z Bazyliki katedralnej św. Michała Archanioła i św. Floriana Męczennika w Warszawie, gdzie Krawczyk jako jeden z wielu artystów zaśpiewał kilka kolęd i piosenek świątecznych. 31 grudnia zagrał półtoragodzinny koncert sylwestrowy w Ostrowcu Świętokrzyskim.
W lutym 2017 wydał album pt. Psalmy Dawidowe, zawierający niepublikowane dotąd na jednej płycie utwory, które powstały w ciągu kilkudziesięciu lat jako owoc poszukiwań i duchowej przemiany artysty po tragicznych wydarzeniach, jakie miały miejsce w jego życiu. Do zrealizowania tego pomysłu zachęcił go Jan Góra. 20 maja na zaproszenie młodzieży wystąpił z koncertem podczas juwenaliów w Gdańsku, gdzie przy jego przebojach bawiło się kilka tysięcy, głównie młodych ludzi. Koncert trwał prawie dwie godziny, a publiczność wywalczyła u piosenkarza kilka bisów. 18 sierpnia zaśpiewał kilka swoich utworów w Mrągowie na Festiwalu Przebojów Weselnych, który był transmitowany na żywo przez Polsat. 26 września wystąpił wraz z Trubadurami na wielkiej gali jubileuszowej w Teatrze Wielkim w Łodzi z okazji 50-lecia istnienia zespołu. Tego wieczoru Krawczyk został uhonorowany Złotym Medalem „Zasłużony Kulturze Gloria Artis”, który wraz z innymi odznaczeniami dla członków zespołu Trubadurzy wręczył im prof. Piotr Gliński. Transmisję z koncertu przeprowadziły TVP2 i TVP Polonia. 4 października zaprezentował teledysk do piosenki „Będę twój dzisiaj wieczorem”, który zapowiadał album artysty pt. Wiecznie młody z piosenkami Boba Dylana śpiewanymi po polsku, których przekładu dokonał Daniel Wyszogrodzki. Krążek ukazał się w sprzedaży 10 listopada, a jego promocja miała miejsce z udziałem artysty w Pierwszym Programie Polskiego Radia, Radiu Zet, Pytaniu na śniadanie w TVP2, Onet Rano na portalu internetowym Onet.pl, Telewizji WP i Dzień dobry, Polsko! w TVP1. 31 grudnia 2017 wystąpił z koncertem sylwestrowym w Nowym Sączu.

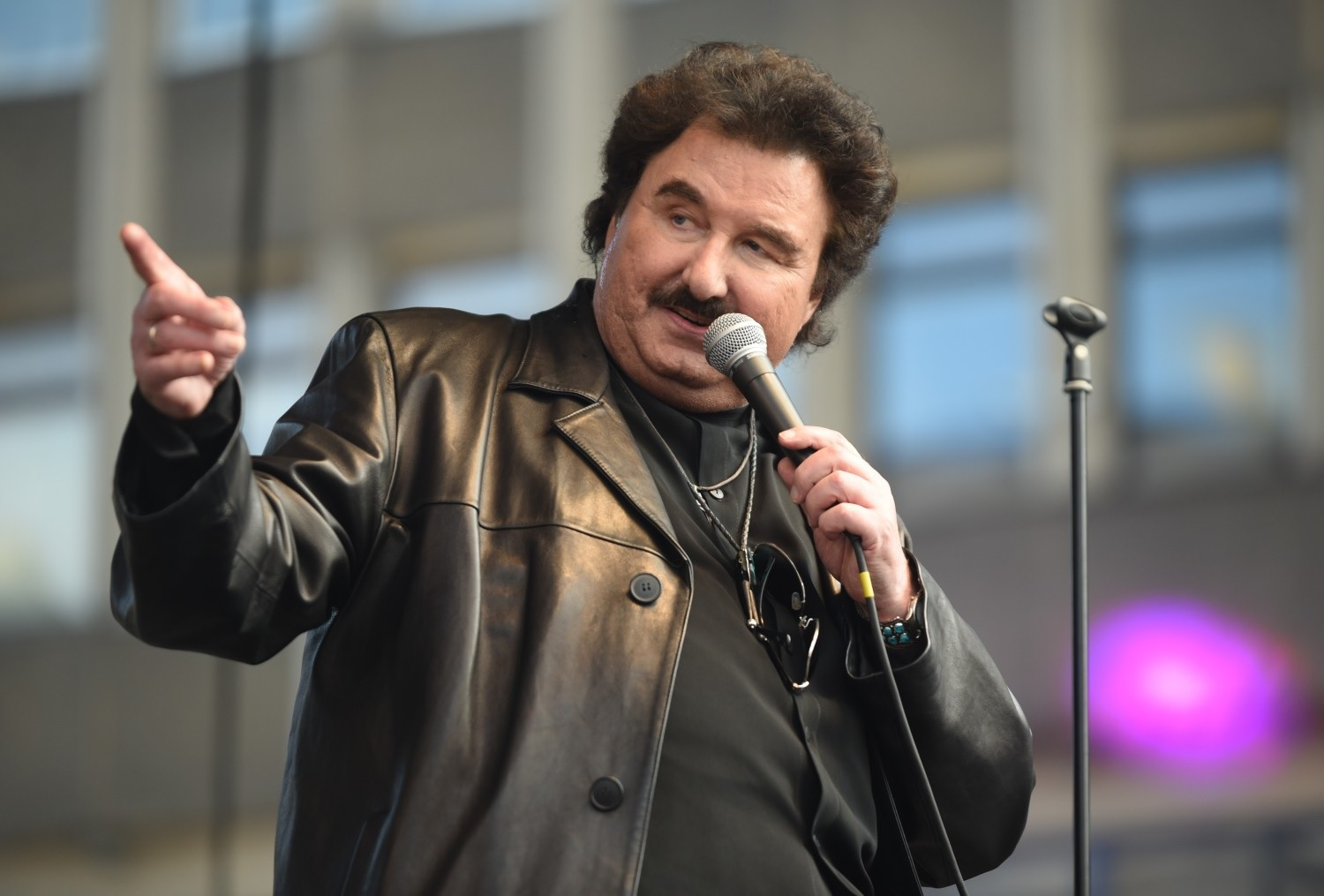
Krzysztof Krawczyk w Kolbudach (2017)

W 2018 świętował 55-lecie kariery muzycznej. 6 marca jego album pt. Wiecznie młody został nominowany do nagrody „Fryderyk” w kategorii Album roku – muzyka korzeni. 1 kwietnia zaprezentował utwór „Lewandowski, gol dla Polski”, do którego nagrał teledysk. 18 maja wydał kolejny mundialowy utwór „Biało-czerwoni”, do którego również nakręcił klip. Piosenkami promował album pt. Biało-czerwoni! Przeboje kibica, który nagrał z okazji Mistrzostw Świata w Piłce Nożnej w Rosji i Ligi Narodów UEFA. Zarówno piosenka, jak i album spotkały się z falą krytyki i hejtu w internecie. W wywiadzie dla TVP Sport Krawczyk zaznaczył, że „hejterzy mogą wziąć do ręki dobrą książkę albo iść do teatru czy filharmonii”, a Andrzej Kosmala, twórca większości tekstów do utworów z płyty, zaznaczył, że z założenia krążek „miał zawierać nieskomplikowane melodie i łatwe do zapamiętania słowa piosenek, tak aby były one proste do śpiewania”. Nie zabrakło też pozytywnych opinii, jak i żywiołowych reakcji, głównie ze strony młodzieży i studentów obecnych na koncertach artysty. 27 kwietnia wydał album pt. Country album. Pokochaj moje marzenia, na którym umieścił zremasterowane utwory z płyty winylowej pod tym samym tytułem, wydanej w 1987 i nagranej w studiu ZPR w krakowskim teatrze STU oraz w Studio „Giełda” w Poznaniu. W maju zagrał koncerty na pięciu imprezach juwenaliowych w różnych miastach w Polsce: we Wrocławiu, w Olsztynie, Warszawie, Poznaniu i Szczecinie. 24 maja podczas juwenaliów w Poznaniu udało się pobić rekord Polski na najwięcej osób śpiewających piosenkę rozrywkową jednocześnie – utwór Krawczyka „Chciałem być” zaśpiewało na placu przed Uniwersytetem im. Adama Mickiewicza w Poznaniu kilka tysięcy osób, w tym m.in. rektor UAM, prof. Andrzej Lesicki i prezydent miasta Jacek Jaśkowiak. 8 czerwca wydał album pt. Biało-Czerwoni! Przeboje kibica, zawierający osiem premierowych utworów, w tym piosenkę „Turbogrosik”, dedykowaną Kamilowi Grosickiemu i nagraną w duecie z Grzegorzem Kupczykiem, a także nowa wersję przeboju „Wygrajmy jeszcze jeden mecz” z 1986 oraz nagrania karaoke do piosenek „Lewandowski, gol dla Polski” i „Biało-czerwoni”. Tego samego dnia podczas 55. Krajowego Festiwalu Piosenki Polskiej w Opolu w koncercie „Hit na mundial” wykonał utwór o Robercie Lewandowskim. Następnego dnia wystąpił na festiwalu z piosenkami „Parostatek”, „Byle było tak” i „Ostatni raz zatańczysz ze mną”, rozpoczynając jednocześnie oficjalne obchody 55-lecia swojej pracy artystycznej. Podczas koncertu Agata Konarska i Artur Orzech wręczyli mu statuetkę Telewizji Polskiej za całokształt pracy scenicznej, a także ogłoszono, że przebój „Ostatni raz zatańczysz ze mną” został wybrany przez czytelników „Super Expressu” największym hitem Krawczyka w trakcie całej działalności muzycznej. W ramach obchodów jubileuszu wystąpił także w programach TVP: Pytanie na śniadanie, Gość Wiadomości i Ziarno, w którym wykonał piosenkę „Europo, nie możesz żyć bez Boga” wspólnie z biskupem Antonim Długoszem. 19 czerwca zaprezentował teledysk do piosenki „Turbogrosik”. 3 lipca wydał singiel „Kto takie oczy ma?”.
20 marca 2019 w serwisach Tidal i Spotify ukazał się album Krawczyka pt. Concert hits, zawierający 18 piosenek wykonywanych przez artystę na koncertach, w tym trzy utwory – „Jestem sobą”, „Chciałem być” oraz „Tylko ty, tylko ja”, które zostały nagrane w odświeżonych aranżacjach. W maju i czerwcu wystąpił na imprezach juwenaliowych w Krakowie, Warszawie, Białymstoku i Gliwicach. W lipcu zostały udostępnione w serwisach streamingowych dwa albumy artysty: Europo witaj nam i W piękny rejs. Jesienią udostępniono w sieci wydany w latach 80. winyl pt. Krawczyk dzieciom oraz album Teatr jawy i snu. 23 grudnia ukazał się utwór „Niech dla nas zawsze będą święta”, który nagrał z zespołem Trubadurzy.

### Lata 2020–2021
9 stycznia 2020 udostępniona została nagrana przez niego piosenka „Solidarity”, anglojęzyczna wersja utworu „Solidarność” z 1981. 8 marca w Stalowej Woli zagrał swój ostatni koncert w życiu. Od tamtej pory nie opuszczał domu w Grotnikach (poza kilkoma wyjazdami, m.in. na kontrole lekarskie czy do studia nagraniowego „K&K Studio” w Poznaniu), co miało związek z obawą przed zarażeniem COVID-19, a także z licznymi chorobami i wiekiem artysty. W maju nagrał teledysk do piosenki „Dzwonię do wszystkich pielęgniarek”, którą wykonał w ramach internetowego wyzwania Hot16Challenge 2 zachęcającego do wpłacania darowizn na rzecz służby medycznej walczącej z koronawirusem. Nagranie zostało ciepło przyjęte przez internautów i krytyków muzycznych. Również w maju amerykańscy raperzy B-Real, Rick Ross i Berner nagrali piosenkę „Candy”, w której za podkład muzyczny posłużył im utwór „Trudno tak (razem być nam ze sobą...)” Krawczyka i Edyty Bartosiewicz.

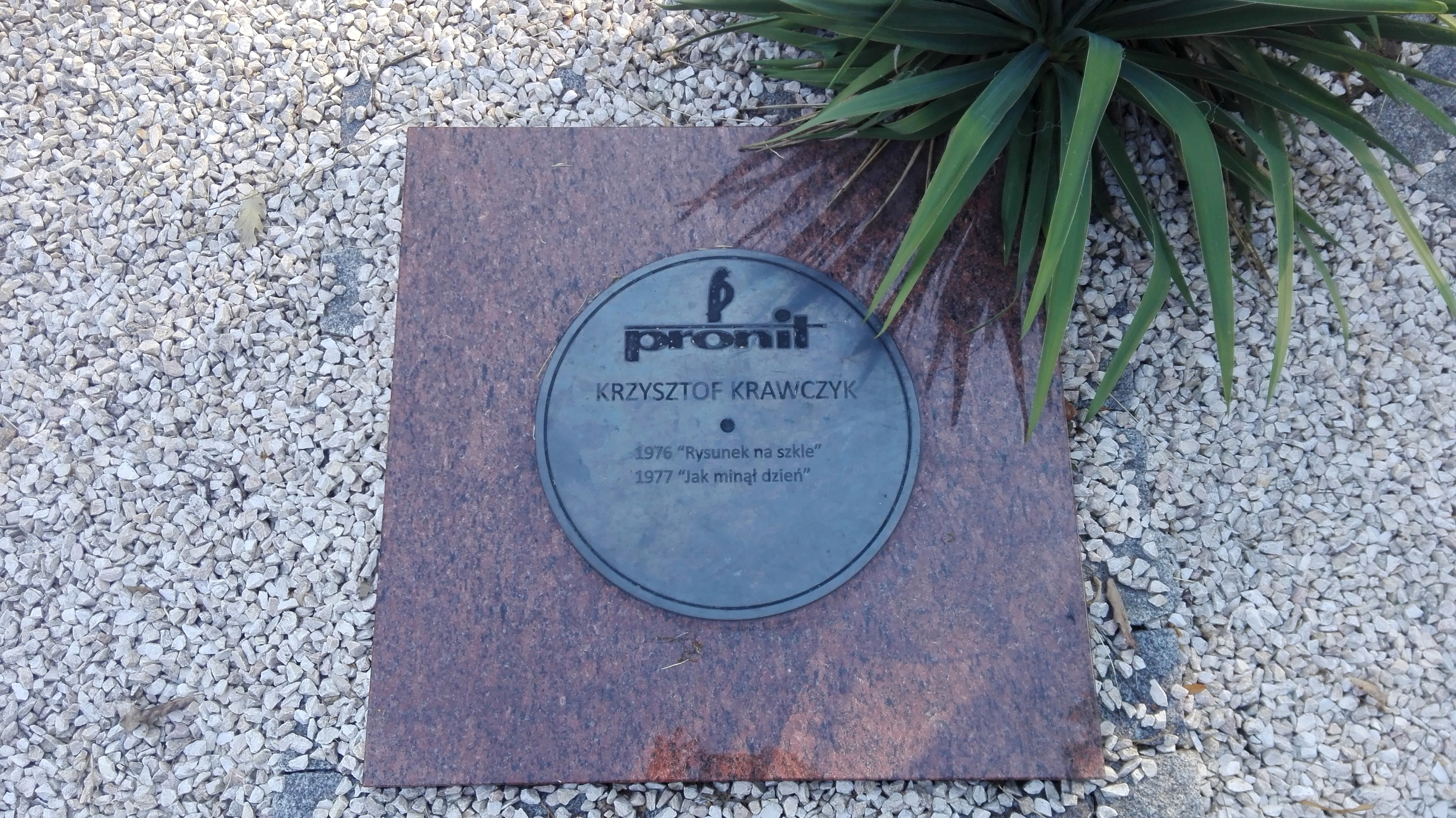
Izba Regionalna „Czarnej Płyty” w Pionkach

W październiku 2020 został rozwiązany zespół instrumentalno-wokalny „Krzysztof Krawczyk Family”. 23 października premierę miał kolejny album Krawczyka pt. Horyzont, który w tygodniu od 4 do 10 stycznia 2021 był promowany jako płyta tygodnia na antenie Pierwszego Programu Polskiego Radia. Album promował tytułowym singlem, który napisał dla niego lekarz i muzyk Maciej Świtoński. W grudniu 2020 Krawczyk był bohaterem dwugodzinnej audycji Marcina Wolniaka Marcin śpiewa z gwiazdami na antenie Polskiego Radia Londyn, która została w całości poświęcona życiu i karierze Krawczyka oraz zawierała m.in. wywiad z artystą, zrealizowany w 2018. 25 grudnia Telewizja Polska premierowo wyemitowała niemal dwugodzinny film dokumentalny w reżyserii Michała Bandurskiego i Krystiana Kuczkowskiego pt. Krzysztof Krawczyk – całe moje życie, opowiadający o życiu i karierze piosenkarza. Podczas pierwszej emisji dokument ten obejrzało – według badań monitorowania oglądalności rzeczywistej – ok. 4,5 mln widzów, dzięki czemu był to najchętniej oglądany program telewizyjny podczas świąt Bożego Narodzenia w Polsce.
28 lutego 2021 na antenie TVP2 wyemitowany został odcinek programu Szansa na sukces. Opole 2021, w którym uczestnicy wykonywali piosenki Krawczyka; sam artysta nie wziął jednak udziału w programie, głównie ze względów zdrowotnych. 18 marca, decyzją Akademii Fonograficznej Związku Producentów Audio-Video, przyznana została mu statuetka Złotego Fryderyka za całokształt osiągnięć artystycznych. Na wiosnę i lato planował kolejną trasę koncertową po Polsce, jednak odwołał ją wraz z rozwojem pandemii COVID-19 w Polsce.
W czerwcu tego samego roku dwupłytowy album artysty pt. Złota kolekcja – Pamiętam Ciebie z tamtych lat / Bo jesteś ty uzyskał status platynowej płyty. Od momentu śmierci artysty, krążek ten przez ponad rok, ani razu nie spadł z notowania OLiS. Przez siedem miesięcy od śmierci piosenkarza album nie spadł poniżej 22. miejsca w zestawieniu, a pod koniec 2021 uplasował się na 26. pozycji. W październiku premierę miał stylizowany na włoski utwór z lat 60. singel „Włoska miłość”, pierwsza niepublikowana piosenka Krawczyka, która ukazała się po jego śmierci, chociaż została nagrana już rok wcześniej.

## Śmierć i pogrzeb

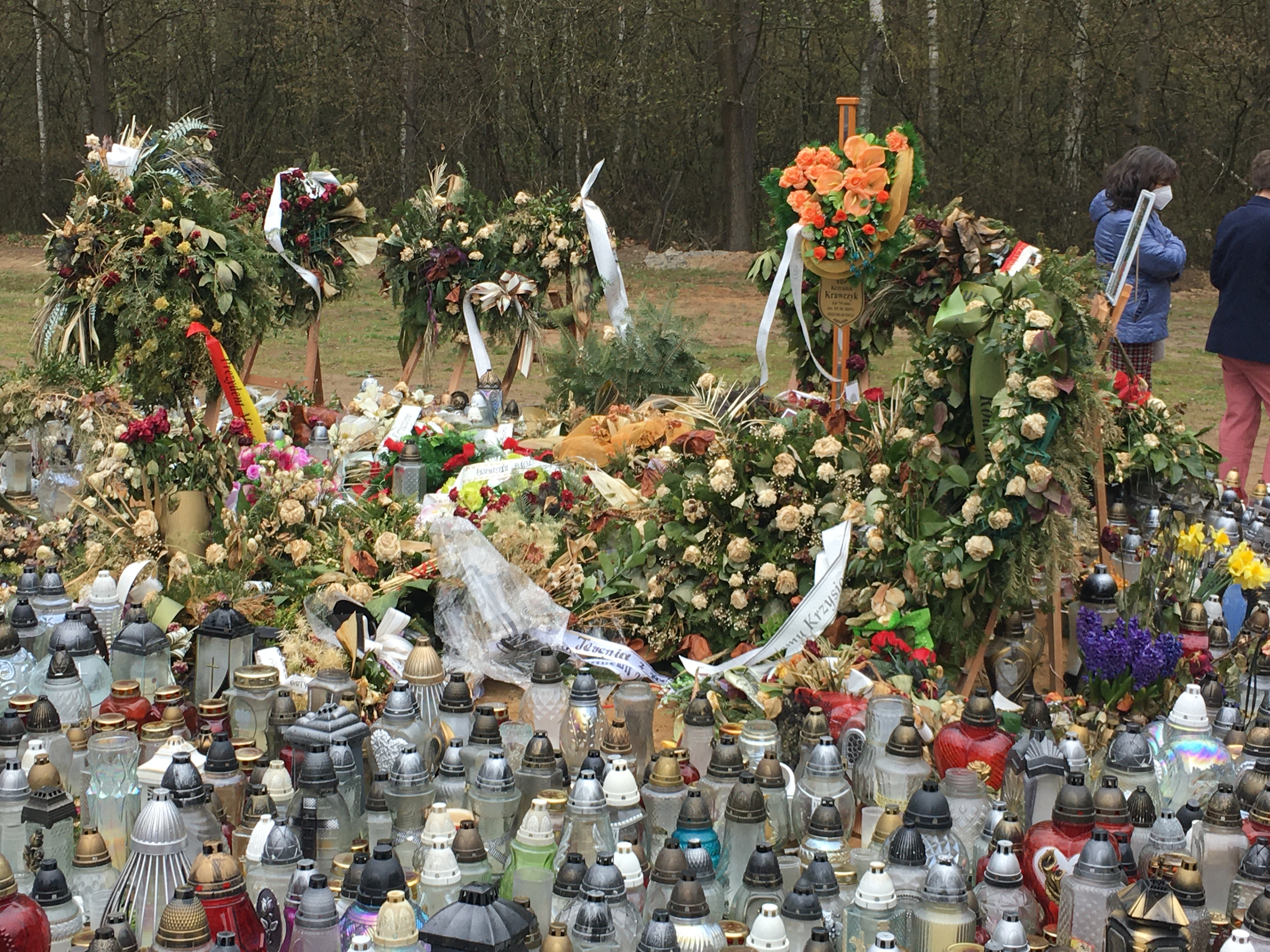
Kwiaty i znicze przy grobie Krzysztofa Krawczyka na cmentarzu w Grotnikach, maj 2021

W marcu 2021 był hospitalizowany wskutek zakażenia wirusem SARS-CoV-2. Dwa dni przed śmiercią poinformował, że opuścił szpital, a stan jego zdrowia się poprawił. 5 kwietnia około godziny 12:00 zasłabł w swoim domu w Jedliczach koło Grotnik. Pomimo szybkiego przyjazdu karetki i przewiezienia go do Szpitala im. Wojskowej Akademii Medycznej w Łodzi, zmarł o godzinie 15:05. Jak poinformowała Ewa Krawczyk, przyczyną śmierci jej męża nie był COVID-19, ale szereg chorób współistniejących, na które cierpiał jeszcze przed zakażeniem koronawirusem – zmagał się m.in. z cukrzycą, przewlekłą obturacyjną chorobą płuc, astmą, migotaniem przedsionków i chorobą Parkinsona. Tuż przed świętem Wielkanocy 2021 został zaszczepiony przeciwko COVID-19.
Uroczystości pogrzebowe artysty o charakterze państwowym odbyły się 10 kwietnia 2021 i rozpoczęły się mszą świętą pogrzebową w archikatedrze łódzkiej. Mszy przewodniczył arcybiskup metropolita łódzki Grzegorz Ryś, a koncelebrował ją biskup senior częstochowski Antoni Długosz. Podczas uroczystości przemawiał minister kultury i dziedzictwa narodowego, Piotr Gliński, a także odczytano list od prezydenta RP Andrzeja Dudy. Fragment Pisma Świętego odczytał wieloletni przyjaciel rodziny zmarłego, Daniel Olbrychski. Pomimo ograniczenia miejsc w środku kościoła w związku z pandemią, przed katedrą zebrały się tłumy, aby pożegnać zmarłego piosenkarza. Po zakończeniu mszy pogrzebowej piosenkarz został pochowany na cmentarzu w Grotnikach. Zgodnie z wolą artysty na pogrzebie zagrała orkiestra dęta (zespół pochodził z Mazewa), a do jego trumny włożono mikrofon ze studia nagraniowego oraz ciemne okulary, które nosił podczas występów.
Grób Krawczyka jest regularnie odwiedzanym miejscem przez fanów artysty.

## Życie prywatne

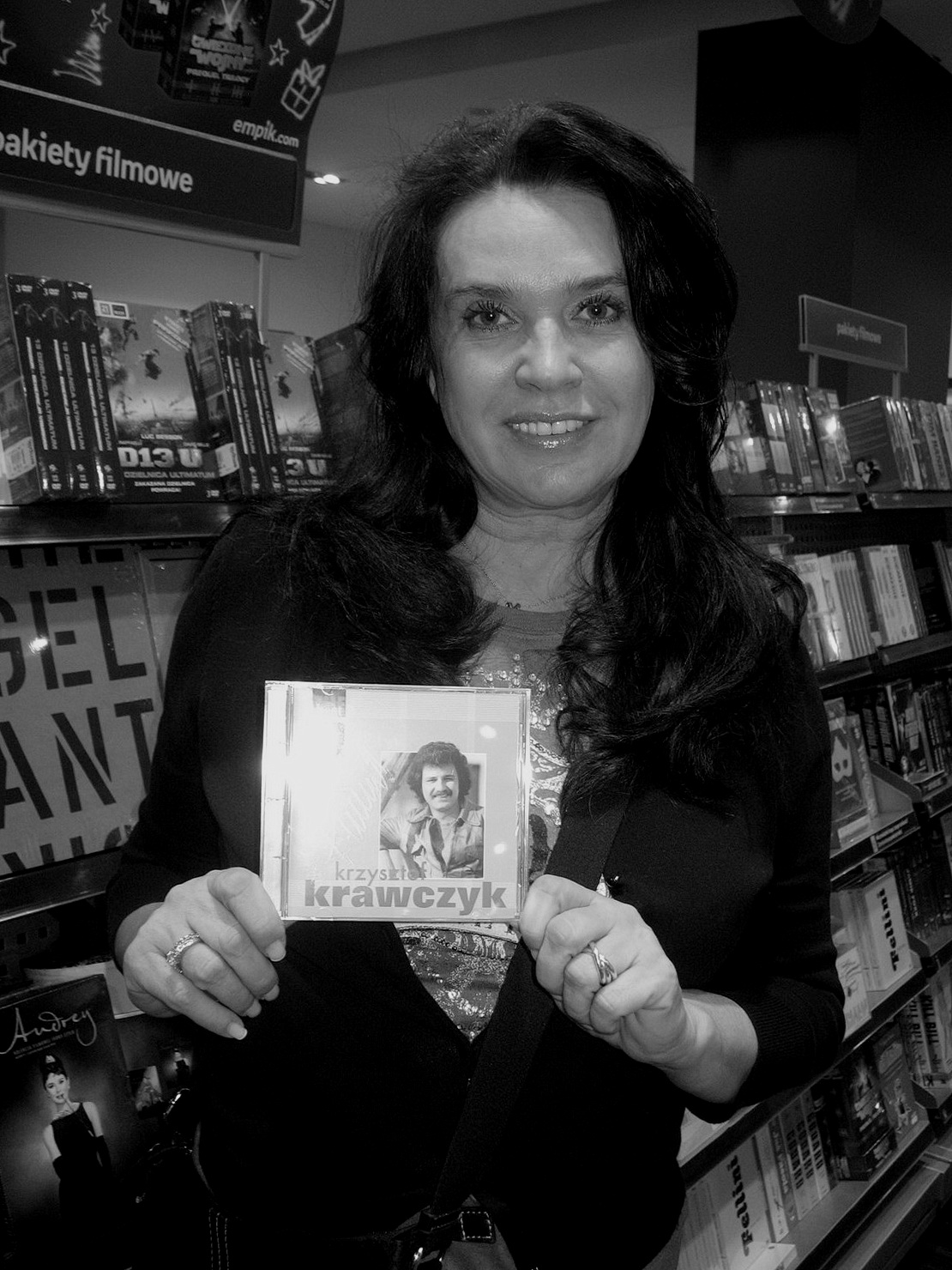
Ewa Krawczyk, trzecia żona artysty

Był trzykrotnie żonaty. W 1969, po siedmiu latach nieformalnego związku, poślubił Grażynę Adamus, swoją szkolną miłość. Po przeprowadzce z Łodzi do Warszawy zamieszkali przy ul. Wilczej. Będąc żonatym, nawiązał romans z piosenkarką Haliną Żytkowiak, z którą miał syna Krzysztofa Igora (ur. 1973) oraz wnuka Bartka (ur. 2006). W pierwszej połowie lat 70. rozwiódł się z pierwszą żoną i poślubił Żytkowiak w obrządku prawosławnym w ZSRR. Otrzymali mieszkanie przy ul. Pięciolinii na warszawskim Ursynowie, jednak z uwagi na wygodę żony przez dwa lata mieszkali w hotelu Bristol. Tworzyli burzliwe małżeństwo i często się kłócili. Po rozstaniu z drugą żoną po 11 latach małżeństwa popadł w depresję oraz uzależnił się od leków i narkotyków. W 1982 poznał swoją trzecią żonę, tancerkę Ewę Trelko (ur. 1960), która pracowała jako kelnerka w klubie nocnym „Cisza Leśna” w Chicago. 8 lutego 1986 wzięli ślub cywilny, a 27 kwietnia 1987 zawarli – po uprzednim unieważnieniu pierwszego małżeństwa Krawczyka – ślub kościelny w Parafii Świętych Apostołów Piotra i Pawła w Warszawie. Byli w związku aż do śmierci Krawczyka i choć w 2002 wzięli rozwód, niedługo później ponownie się pobrali. Przez kilka lat mieszkali w domu przy Pompano Beach na Florydzie, następnie od 1995 żyli w Grotnikach pod Łodzią.
Śmierć ojca w 1964 doprowadziła go do utraty wiary w Boga. Nawrócił się wiosną 1982 pod wpływem trzeciej żony, która namówiła go do uczestnictwa w wielkanocnej mszy w polonijnym kościele św. Jacka w Chicago. Jego wiarę umocnił także wypadek samochodowy z 28 czerwca 1988 pod Buszkowem, który wraz z rodziną przeżył, choć jego syn wskutek kraksy doznał poważnych obrażeń i w ich następstwie zachorował m.in. na padaczkę pourazową.
4 maja 1987 przeszedł operację usunięcia migdałków, po którym obniżył mu się głos. 1 lutego 2005 przeszedł operację wszczepienia endoprotezy prawego stawu biodrowego, a w październiku 2019 analogicznie wszczepiono mu endoprotezę lewego stawu biodrowego.
9 listopada 2012 został użytkownikiem portalu nk.pl i zaangażował się w oficjalną promocję serwisu.
W latach 70. uzyskał uprawnienia gospodnika i wybudował pensjonat w Szklarskiej Porębie, który jednak sprzedał w 1988. Również w 1988 wraz z Andrzejem Kosmalą założył firmę „Skypol” zajmującą się działalnością handlową, produkcyjną i usługową. W 2003 z jego inicjatywy powstała Policealna Szkoła Sztuki Estradowej w Łodzi, która z czasem zbankrutowała. W latach 2010–2019 prowadził firmę organizującą przyjęcia okolicznościowe, na których możliwy był udział Krawczyka w roli koncertującego i zabawiającego gości wodzireja.
Miał prawicowe poglądy, był zwolennikiem Prawa i Sprawiedliwości. W późniejszych latach podkreślał, że nie chce wypowiadać się na temat swoich poglądów politycznych.

## Wpływ na popkulturę
Określany był przez media „legendą polskiej piosenki”. W 2004 fraza „Krzysztof Krawczyk” znalazła się na siódmym miejscu w kategorii najpopularniejszych wykonawców polskich oraz na siódmym miejscu w kategorii najpopularniejszych Polaków w opublikowanym przez Google Zeitgeist rankingu najczęściej wyszukiwanych haseł w polskim Internecie. W 2006 znalazł się na piątym miejscu rankingu osób, które podbiły serca Polaków, sporządzonym przez TNS OBOP na zlecenie „Faktu”. W 2021 fraza „Krzysztof Krawczyk” była drugim najczęściej wyszukiwanym hasłem w polskim Internecie według danych opublikowanych przez Google Zeitgeist.
W 2004 nakręcony został odcinek serialu Świat według Kiepskich o tytule Krawczyk nawiązujący do postaci piosenkarza. W 2008 zespół muzyczny Big Cyc nagrał piosenkę „Będę śpiewał tylko ja (zeznania przed Trybunałem Stanu)” o Krawczyku.
W 2007 Mariusz Kalaga nagrał płytę z przebojami Krawczyka. 14 września 2015 producent P.A.F.F. stworzył nieoficjalny remiks utworu „Chciałem być” – „Chciałem być 2015”, który zdobył popularność dzięki serwisom społecznościowym, następnie był grany m.in. na antenie radiowej Trójki i Czwórki. Krawczyk, zapytany o remiks w wywiadzie dla portalu popkiller.pl, przyznał, że nowa wersja „bardzo mu się podoba”. W 2016 Quebonafide wydał album pt. Quebonafide z 2sty – Elektryka Blendtape, na którym znalazł się m.in. utwór „Prowo” zawierający refren przeboju Krawczyka „Parostatek”.
Wizerunek Krawczyka ośmiokrotnie wykorzystano w programie rozrywkowym Polsatu Twoja twarz brzmi znajomo, a w piosenkarza wcielili się: Bilguun Ariunbaatar (wykonał utwór „Jak minął dzień”), Adam Fidusiewicz („Parostatek”), Monika Borzym („Ostatni raz zatańczysz ze mną”), Anna Guzik („Mój Przyjacielu”), Andrzej Młynarczyk w duecie z Joanną Lazer („Trudno tak [razem być nam ze sobą...]”), Łukasz Zagrobelny („Za tobą pójdę jak na bal”), Michał Meyer („Hej, sokoły”) i Andrzej Kozłowski („Chciałem być”).
W 2019 nawiązał współpracę z artystami street artowymi, którzy stworzyli koszulki i inne gadżety promujące jego osobę.
11 września 2021 na scenie Teatru Powszechnego w Łodzi miał premierę musical Chciałem być w reżyserii Michała Siegoczyńskiego, poświęcony życiu i karierze Krawczyka.

## Krytyka
W 2004 na łamach „Gazety Wyborczej” ukazały się dwa artykuły Roberta Sankowskiego, w których krytykował Krawczyka: nazywał go „bratem łatą show-biznesu” i „królem estradowego kiczu”, nagrywających i śpiewających z nim artystów oskarżył o to, że tworzą z nim wyłącznie ze względów koniunkturalnych, poza tym umiejętności wokalne Krawczyka opisał jako „archaiczny, nieco «beczący» styl śpiewania”, jego działalność w zespole Trubadurzy określił „tandetnym wrażeniem nawet jak na czasy big-beatu”, a koncert z okazji 40-lecia pracy artystycznej w Sopocie nazwał „benefisem i zabawą z najbardziej tandetnych sopockich festiwali”. Wypowiedzi Sankowskiego spotkały się z krytyką wielu artystów, piosenkarzy i dziennikarzy muzycznych. Do redakcji gazety napisał list m.in. Daniel Olbrychski, w którym wziął w obronę Krawczyka i zażądał przeproszenia publiczności i jego fanów przez redaktora.

## Filmografia

### Filmy
- 1960: Szatan z siódmej klasy jako harcerz (niewymieniony w czołówce)
- 1969: Polowanie na muchy jako członek zespołu „Bliscy Płaczu” w Nieporęcie
- 1978: Próba ognia i wody jako on sam
- 1980: Skupisko – wykonanie piosenki „Ursynów Cię wita”
- 2000: Świat według Kiepskich (odcinek specjalny pt. Wielki bal) jako on sam
- 2000: Nowe szaty króla (produkcja Walta Disneya) – wykonanie piosenki tytułowej
- 2003: Nakręceni, czyli szołbiznes po polsku (film dokumentalny) jako on sam
- 2004: Sie macie ludzie (film dokumentalny z elementami rekonstrukcji niektórych zdarzeń z życia i kariery Ryszarda Riedla) jako on sam

### Przedstawienia teatralne
- Teatr Polski w Poznaniu
  - 1977: Staroświecka komedia (Aleksiej Arbuzow, reżyseria: Roman Kordziński)
- Teatr Telewizji
  - 1976: Rzecz listopadowa (Ernest Bryll, reżyseria: Bohdan Poręba)

## Ordery i odznaczenia
- Krzyż Kawalerski Orderu Odrodzenia Polski (2004)[341]
- Złoty Krzyż Zasługi (2004)[342]
- Złoty Medal „Zasłużony Kulturze Gloria Artis” (2017)[343][344]
- Srebrny Medal „Zasłużony Kulturze Gloria Artis” (2011)[343][345]
- Odznaka „Zasłużony Działacz Kultury” (1979)[346]
- Odznaka „Za Zasługi dla Miasta Łodzi” (2015)[347]
- Honorowy obywatel Indianapolis[348]

## Ważniejsze nagrody i wyróżnienia
- 1965:
  - nagroda dla Trubadurów na festiwalu w Opolu za udany debiut
- 1968:
  - IV miejsce w plebiscycie „Melodii” i „Rytmu” na talent roku
  - VI miejsce w plebiscycie „Melodii” i „Rytmu” na najlepszego wokalistę
  - Trubadurzy zdobywają nagrodę na festiwalu w Opolu za piosenkę „Przyjedź mamo na przysięgę”
- 1969: w „Telewizyjnej Giełdzie Piosenki” przez kilka tygodni króluje przebój Trubadurów „Nie przynoś mi kwiatów dziewczyno”, a na listach radiowych w czołówce znajdują się „Tajemnica pamiętnika” i „Luboczka”
- 1975:
  - III nagroda jury i nagroda specjalna „Melodii” i „Rytmu” na Festiwalu w Rostocku
  - Złoty Pierścień i Nagroda Ministra Obrony Narodowej na Festiwalu Piosenki Żołnierskiej w Kołobrzegu za piosenkę „Czym dla wojska jest piosenka”
  - tytuł „Piosenkarza Roku” w plebiscycie „Klubu Publicystów Estradowych”
- 1976:
  - Trzy nagrody na festiwalu w Sopocie: dziennikarzy, publiczności i Głosu Wybrzeża
  - „Rysunek na szkle” „Piosenką Roku” w plebiscycie Klubu Miłośników Piosenki „Synkopa”
- 1977:
  - III nagroda na festiwalu Złoty Orfeusz w Bułgarii
- 1978:
  - I miejsce na festiwalu w Opolu z piosenką „Pogrążona we śnie Natalia”
  - III miejsce na festiwalu w Opolu za piosenkę „Jak minął dzień”
  - „Jak minął dzień” zostaje „Piosenką Roku” w plebiscycie tygodnika Panorama
- 1979:
  - Odznaka Zasłużonego Działacza Kultury przyznana na festiwalu w Opolu
  - Nagroda „Indywidualność Estradowa Roku” na Międzynarodowej Wiośnie Estradowej w Poznaniu
  - „Zabawa w stylu folk” zajmuje II miejsce w plebiscycie „Studia Gama” na „Piosenkę Roku”
- 1980:
  - „To co dał nam świat” otrzymuje tytuł „Piosenki Roku” w plebiscycie „Studia Gama”
- 1984:
  - tygodnik Antena drukuje wyniki badań według których Krawczyk to ulubiony solista większości Polaków
  - Krawczyk trafia do grona ulubieńców „Telewizyjnego Koncertu Życzeń” i jego piosenki należą do grona najczęściej zamawianych przez telewidzów
- 1985: w plebiscycie tygodnika Panorama zostaje Piosenkarzem Roku
- 1986:
  - II miejsce w plebiscycie Polskiego Radia na „Przebój Roku” za piosenkę „Ostatni raz zatańczysz ze mną”
  - II nagroda na festiwalu w Opolu za wykonanie piosenki „Nie przesadza się starych drzew”
  - nagroda „Wideo Roku” za recital telewizyjny „Kolędy polskie śpiewa Krzysztof Krawczyk”
- 1990:
  - medal honorowego członka „Chopin Society Hawaii”
  - nagroda „Rekordzisty Nagraniowego Roku” za największą liczbę nagranych, wznowionych i sprzedanych kaset
- 1993: Panorama w plebiscycie „Najpopularniejsi” przyznaje Krawczykowi nagrodę specjalną za 20-lecie pracy artystycznej
- 1997:
  - zostaje laureatem „Muzycznej Jedynki” za teledysk do piosenki „Nowy Jork dochodzi chyba piąta”
- 1998:
  - Żorżyk za rozstania i udane powroty na koncercie „Dozwolone od lat czterdziestu. Złote przeboje lat 60 i 70”
  - nagroda „Prometeusza” przyznana podczas uroczystej Galii zorganizowanej z okazji dziesięciolecia istnienia „Polskiego Stowarzyszenia Estradowego”
- 1999:
  - publikacja sondażu OBOP-u według którego Krzysztof Krawczyk zostaje najpopularniejszym polskim piosenkarzem
  - „Przepustka XXI wieku”, nagroda przyznana na Festiwalu w Koszalinie
- 2000:
  - Krawczyk wygrywa sondaż łódzkiej Gazety Wyborczej na najpopularniejszego mieszkańca Łodzi
  - publikacja sondażu OBOP-u według którego Krzysztof Krawczyk po raz drugi zostaje najpopularniejszym polskim piosenkarzem
- 2001:
  - nagroda Yach Film za kreację aktorską w teledysku „Mój przyjacielu”
  - publikacja sondażu OBOP-u według którego Krzysztof Krawczyk po raz trzeci zostaje piosenkarzem roku
- 2002:
  - nagroda Superjedynki na festiwalu w Opolu za teledysk „Mój przyjacielu”
- 2003:
  - dwie nagrody Superjedynki na 40. festiwalu w Opolu w kategorii piosenkarz i teledysk roku („Bo jesteś ty”)
- 2004:
  - nagroda TV Polonia „Artysta bez granic” na festiwalu w Opolu
  - publikacja sondażu OBOP-u według którego Krzysztof Krawczyk już po raz czwarty zostaje najpopularniejszym polskim piosenkarzem
  - nagroda Platynowego Słowika na festiwalu w Sopocie
- 2005:
  - nagroda „As Empiku” za największą liczbę sprzedanych płyt w sieci sklepów Empik w Polsce
  - publikacja sondażu OBOP-u według którego Krzysztof Krawczyk już po raz piąty zostaje najpopularniejszym polskim piosenkarzem
  - dwa Fryderyki dla Piosenkarza Roku i za Przebój Roku („Trudno tak” – z Edytą Bartosiewicz)
  - Telekamera dla najpopularniejszego artysty estradowego.
  - I miejsce na TOPtrendy w Sopocie
  - „Muzyczna Jedynka” w Opolu
  - „Złoty Tabor” na Międzynarodowym Festiwalu kultury Romów w Ciechocinku
- 2006:
  - publikacja sondażu OBOP-u według którego Krzysztof Krawczyk już po raz szósty zostaje najpopularniejszym polskim piosenkarzem
- 2007:
  - Fakty TVN ogłosiły wynik sondażu, na artystę wszech czasów. Krawczyk wraz z Marylą Rodowicz zajął I miejsce w grupie wiekowej 30–65 lat. Wśród nastolatków wygrała Doda, a wśród osób powyżej 65 roku życia I miejsce zajął Mieczysław Fogg
  - w plebiscycie magazynu „Pani” Ewa i Krzysztof Krawczykowie otrzymali „Srebrne Jabłko” przyznawane parom, które według czytelników uchodzą za wzór małżeńskiego szczęścia, godny do naśladowania
- 2008:
  - X miejsce na TOPtrendy w Sopocie
  - uroczyste odsłonięcie gwiazdy w Alei Gwiazd RMF FM
- 2009:
  - nagroda słuchaczy Pierwszego Programu Polskiego Radia w plebiscycie „Muzykomaniak lutego”
- 2010:
  - publikacja sondażu OBOP-u według którego Krzysztof Krawczyk już po raz siódmy został najpopularniejszym polskim piosenkarzem[349]
- 2013:
  - nagroda „Król Polskiej Estrady” przyznana przez Polsat, Radio Zet i Fakt
- 2014:
  - statuetka SuperWiktora za całokształt kariery artystycznej
  - statuetka Stowarzyszenia Artystów Wykonawców Utworów Muzycznych i Słowno-Muzycznych za zasługi dla polskiej muzyki
  - Krzyż Orderu Odrodzenia Rock ‘n’ rolla
  - Zwycięzca plebiscytu „Najlepszy polski piosenkarz” zorganizowanego przez Super Express i se.pl
  - statuetka „statek króla polskiej muzyki rozrywkowej” przyznana przez Polsat, RMF FM i gazetę Fakt na zakończenie oficjalnych obchodów 50-lecia kariery scenicznej
- 2015:
  - Wyróżnienie „Piękniejsza Polska” przyznane przez Bogdana Zdrojewskiego, ministra kultury i dziedzictwa narodowego
- 2018:
  - Statuetka przyznana przez Telewizję Polską za całokształt pracy scenicznej
  - Złota okładka Super Expressu
- 2020:
  - III miejsce w plebiscycie stacji telewizyjnej Kino Polska Muzyka, w którym widzowie wybierali króla wszech czasów polskiej muzyki rozrywkowej[350]
- 2021:
  - I miejsce w plebiscycie stacji telewizyjnej Kino Polska Muzyka, w którym widzowie wybierali króla wszech czasów polskiej muzyki rozrywkowej (pośmiertnie)
  - statuetka Złotego Fryderyka za całokształt osiągnięć artystycznych (pośmiertnie)[264][265][266]

## Upamiętnienie

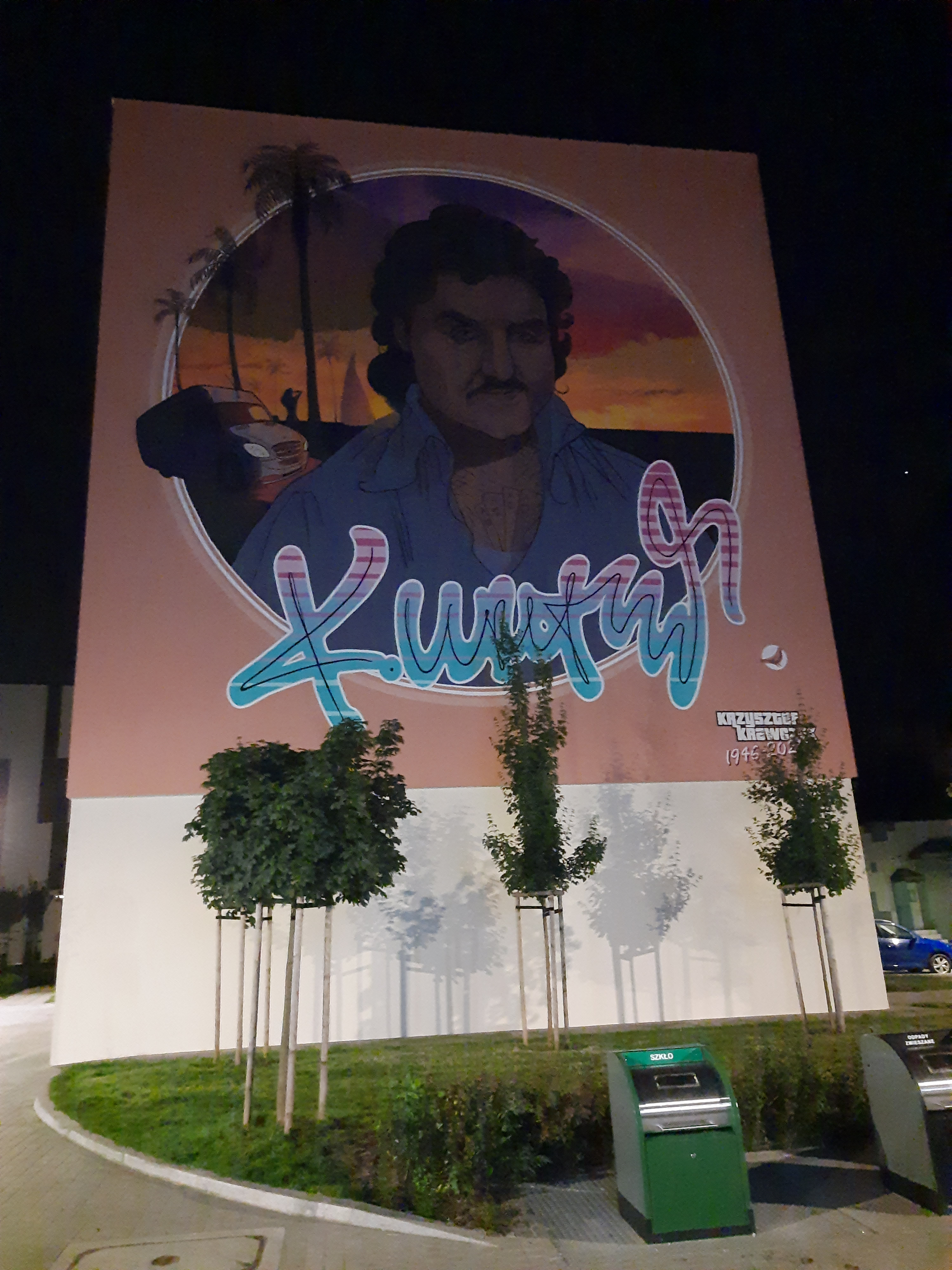
Mural Krzysztofa Krawczyka w Opolu (2021).

- Wieczorem w dniu śmierci artysty kanał telewizyjny TVP1, zmienił swoją ramówkę, nadając film dokumentalny Krzysztof Krawczyk – całe moje życie oraz jego koncert pt. To, co w życiu ważne, który odbył się w Sopocie w 2004 z okazji 40-lecia pracy artystycznej muzyka. Od późnych godzin popołudniowych tego dnia niemal wszystkie polskie telewizyjne stacje informacyjne oraz większość polskich rozgłośni radiowych emitowała audycje upamiętniające Krawczyka[351][352][353].
- 5 kwietnia 2021 w trakcie przerwy meczu piłkarskiej Ekstraklasy pomiędzy Lechią Gdańsk a Zagłębiem Lubin na stadionie zostały puszczone piosenki Krawczyka[354][355]. 6 kwietnia scenarzyści serialu TVN Na Wspólnej, w którym zmarły śpiewał piosenkę do sekwencji początkowej każdego odcinka, uczcili pamięć artysty poprzez zmianę obrazu czołówki z kolorowego na czarno-biały z napisem Krzysztof Krawczyk (1946–2021)[356].
- 30 maja 2021 w amfiteatrze w Opolu zorganizowany został koncert pamięci Krawczyka pod hasłem Jak przeżyć wszystko jeszcze raz, w którym przeboje artysty wykonali m.in. Maryla Rodowicz, Edyta Górniak, Natalia Kukulska, Halina Mlynkova, Sylwia Grzeszczak, Paulla, Ryszard Rynkowski, Krzysztof Kiljański, Piotr Kupicha, Andrzej Krzywy, Łukasz Zagrobelny, Rafał Brzozowski, Ras Luta, Norbi, Marcin Daniec, Pectus, Varius Manx i Kasia Stankiewicz, Gang Marcela i Sławomir[357].
- 20 czerwca 2021 Program I i II Polskiego Radia wyemitowały koncert To, co najpiękniejsze – pamięci Krzysztofa Krawczyka. Był on również transmitowany za pośrednictwem mediów społecznościowych i strony internetowej publicznego nadawcy radiowego[358].
- 5 sierpnia 2021 podczas Gali Muzyki Rozrywkowej i Jazzu Fryderyk Festiwal Natalia Przybysz i Skubas, Kasia Lins oraz Ania Dąbrowska w towarzystwie Gromeego zaśpiewali w hołdzie dla zmarłego Krawczyka[359].
- 3 września 2021 wszedł do obiegu znaczek pocztowy z wizerunkiem Krawczyka zaprojektowanym przez Marzannę Dąbrowską[360].
- 4 września 2021, na ścianie kamienicy przy ulicy Krakowskiej 34 A w Opolu, Ewa Krawczyk i Andrzej Kosmala odsłonili mural przedstawiający Krawczyka. W uroczystości wzięło udział kilkaset osób, w tym m.in. prezydent Opola, Arkadiusz Wiśniewski[361]. Dzień później (trzy dni przed 75. rocznicą urodzin artysty) podczas 58. Festiwalu Polskiej Piosenki w Opolu odbył się koncert pod hasłem Krzysztof Krawczyk. Ostatni raz zatańczysz ze mną, w którym Kuba Badach, Maciej Balcar, Kamil Bednarek, Katarzyna Cerekwicka, Ania Dąbrowska, Enej, Grzegorz Hyży, Anna Karwan, Kombii, Andrzej Lampert, Grzegorz Markocki, Sebastian Riedel, Marcin Sójka, Olga Szomańska i Trubadurzy zaśpiewali największe przeboje artysty[362][363].
- 1 listopada 2021 telewizja Polsat wyemitowała koncert „Ocalić od zapomnienia”, podczas którego Krzysztof Kiljański wykonał utwór „Chciałem być” z repertuaru Krawczyka[364].
- 17 czerwca 2022 Maja Hyży, Karolina Stanisławczyk i Stanisław Karpiel-Bułecka uczcili pamięć Krawczyka, wykonując jego piosenkę „Zabawa w stylu folk” podczas koncertu „Od Opola do Opola: Największe Gwiazdy! Legendarne Przeboje!” na 59. KFPP w Opolu[365].
- Latem 2022 podczas festiwalu muzycznego Męskie Granie 2022 prezentowany był koncert Tribute to Krzysztof Krawczyk, podczas którego wykonawcy przy akompaniamencie Urbański Orkiestry prezentowali własne interpretacje przebojów Krawczyka. 30 września 2022 odbyła się premiera albumu koncertowego Tribute to Krzysztof Krawczyk. Urbański Orkiestra i Goście zawierającego wybrane nagrania z występów[366].
- 12 września 2022 uczestnicy trzynastej edycji programu rozrywkowego Polsatu Dancing with the Stars. Taniec z gwiazdami zatańczyli do przebojów Krawczyka w trzecim odcinku programu[367][368][369].
- W 2023 odsłonięto mural z wizerunkiem Krzysztofa Krawczyka na warszawskim Ursynowie (ul. Barwna 8)[370][371].